# Jardins de Versalhes

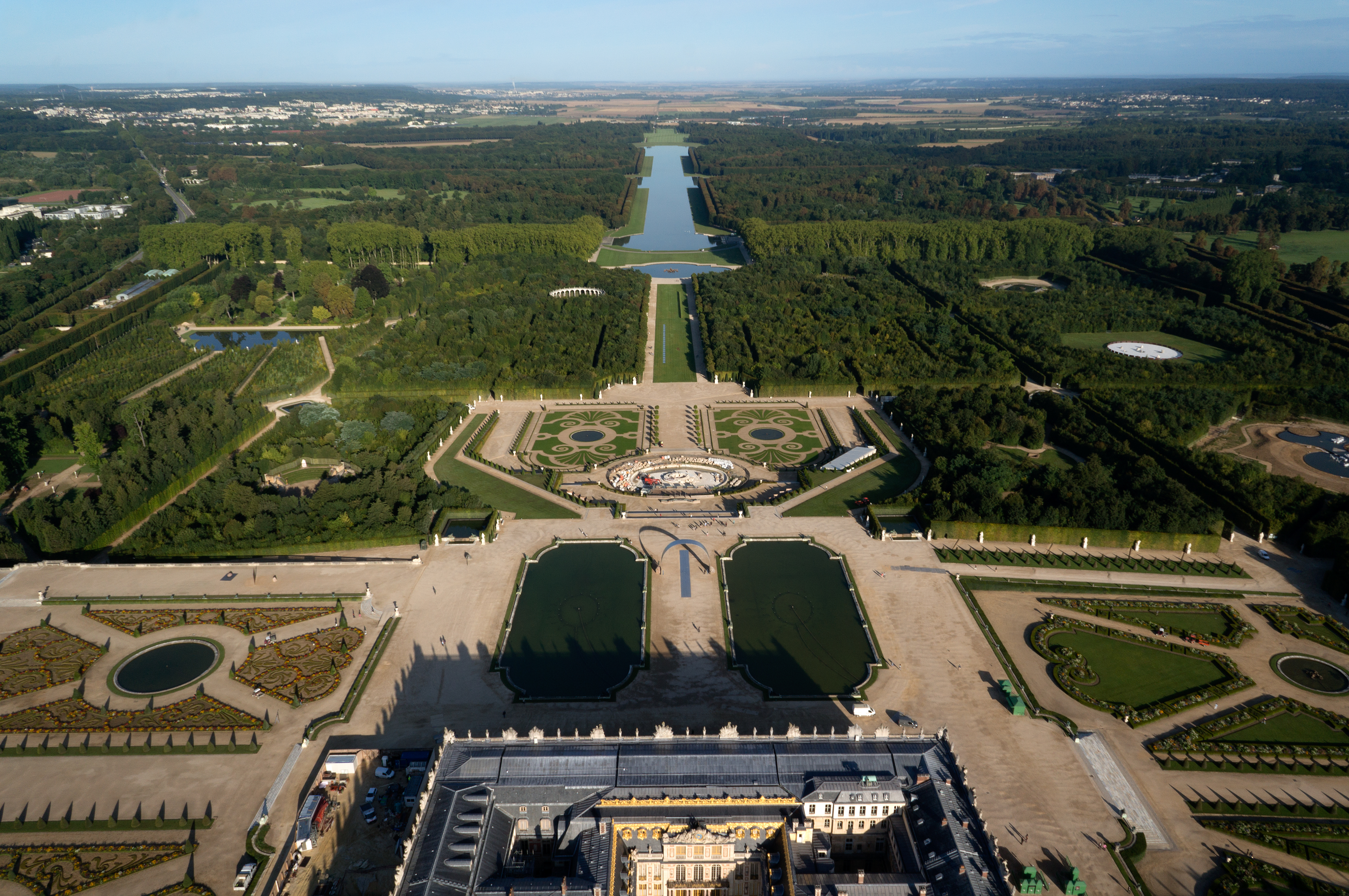
Vista aérea dos jardins de Versalhes.

Os Jardins de Versalhes ou Jardins do Palácio de Versalhes (em francês:  Jardins du château de Versailles) ocupam parte do que antes era o Domaine Royal de Versailles, o domínio real do Palácio de Versalhes. Situados a oeste do palácio, os jardins cobrem cerca de 800 hectares de terra, muitos dos quais são paisagísticos no estilo clássico de jardim formal francês, aperfeiçoado aqui por André Le Nôtre. Além do cinturão de floresta circundante, os jardins são delimitados pelas áreas urbanas de Versalhes a leste e Le Chesnay a nordeste, pelo Arboreto Nacional de Chèvreloup ao norte, pela planície de Versalhes (uma reserva de vida selvagem protegida) a oeste, e pela Floresta Satory ao sul.
Administrados pelo Estabelecimento Público do Palácio, Museu e Propriedade Nacional de Versalhes, uma entidade pública autônoma que opera sob a égide do Ministério da Cultura francês, os jardins são agora um dos locais públicos mais visitados da França, recebendo mais de seis milhões de visitantes por ano.

Além dos gramados meticulosamente cuidados, canteiros e esculturas, há fontes espalhadas por todo o jardim. Datadas da época de Luís XIV e ainda utilizando grande parte da mesma rede hidráulica usada durante o Antigo Regime, as fontes contribuem para tornar os jardins de Versalhes únicos. Nos fins de semana, do final da primavera ao início do outono, a administração do museu patrocina as Grandes Eaux – espetáculos durante os quais todas as fontes dos jardins estão em plena atividade. Projetado por André Le Nôtre, o Grande Canal é a obra-prima dos Jardins de Versalhes. Nos Jardins também foi construído o Grande Trianon para proporcionar ao Rei Sol o retiro que ele desejava. O Petit Trianon está associado a Maria Antonieta, que passou seu tempo lá com seus parentes e amigos mais próximos.
Em 1979, os jardins juntamente com o castelo foram inscritos na Lista do Património Mundial da UNESCO pela sua importância cultural durante os séculos XVII e XVIII.

## Diagrama de planejamento

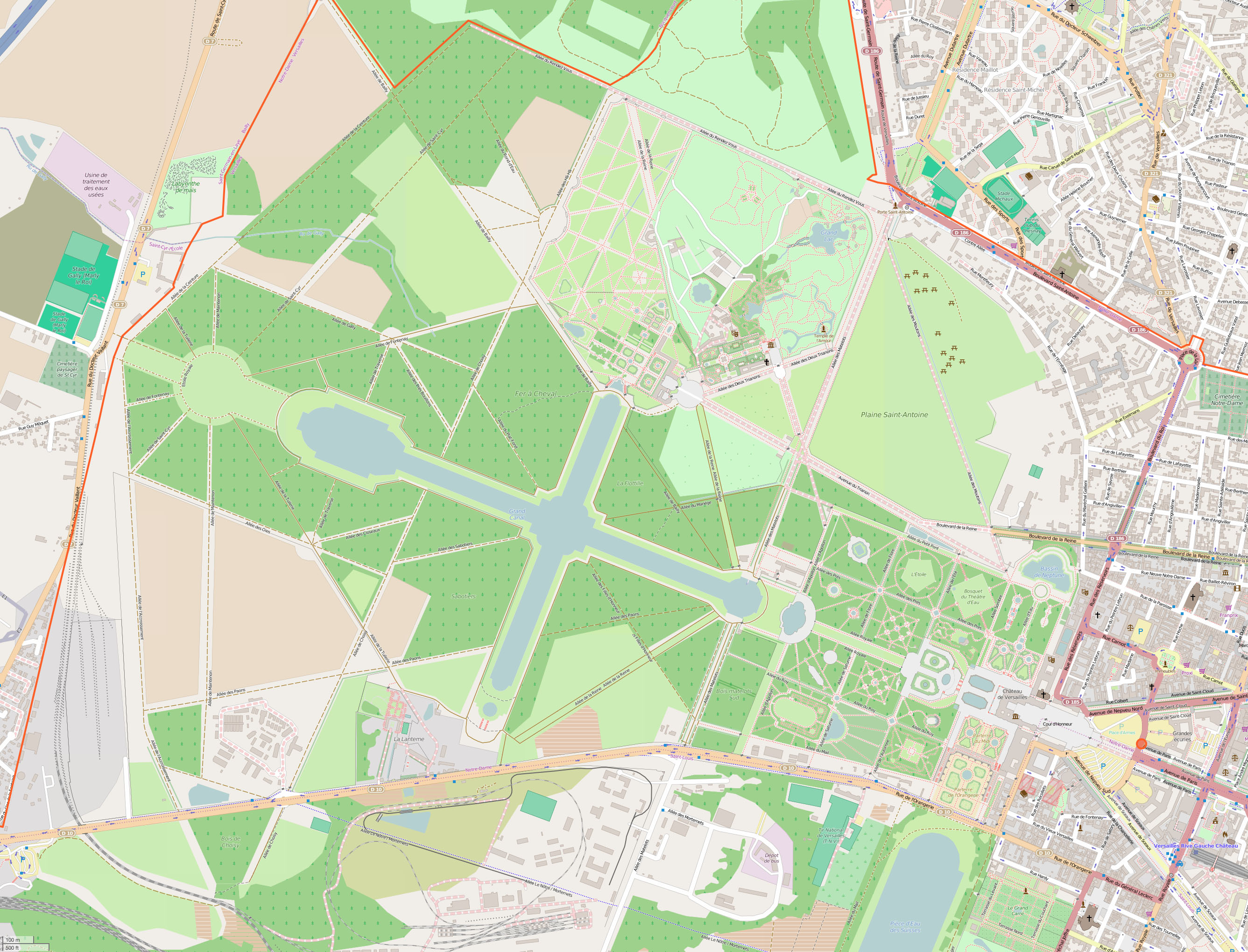
Planta dos jardins de Versalhes

## Luís XIII

Versalhes, plano Du Bus.

Com a compra final das terras de Jean-François de Gondi por Luís XIII em 1632 e sua assunção do papel senhorial de Versalhes na década de 1630, jardins formais foram dispostos a oeste do castelo. Registros indicam que no final da década Claude Mollet e Hilaire Masson projetaram os jardins, que permaneceram relativamente inalterados até a expansão ordenada por Luís XIV na década de 1660. Este traçado inicial, que sobreviveu no chamado plano Du Bus de c.1662, mostra uma topografia estabelecida ao longo da qual as linhas dos jardins evoluíram. Isto é evidenciado pela definição clara do eixo principal leste-oeste e norte-sul que ancora o traçado dos jardins.

## Luís XIV
Em 1661, após a desgraça do ministro das Finanças Nicolas Fouquet, que foi acusado por rivais de desviar fundos da coroa para construir seu luxuoso castelo em Vaux-le-Vicomte, Luís XIV voltou sua atenção para Versalhes. Com a ajuda do arquiteto de Fouquet, Louis Le Vau, do pintor Charles Le Brun e do arquiteto paisagista André Le Nôtre, Luís iniciou um programa de embelezamento e expansão em Versalhes que ocuparia seu tempo e preocupações pelo resto de seu reinado.
Deste ponto em diante, a expansão dos jardins de Versalhes acompanhou as expansões do castelo. Assim, as campanhas de construção de Luís XIV aplicam-se também aos jardins. Em cada etapa, a excursão prescrita foi cuidadosamente administrada, sob as instruções do Rei Sol.

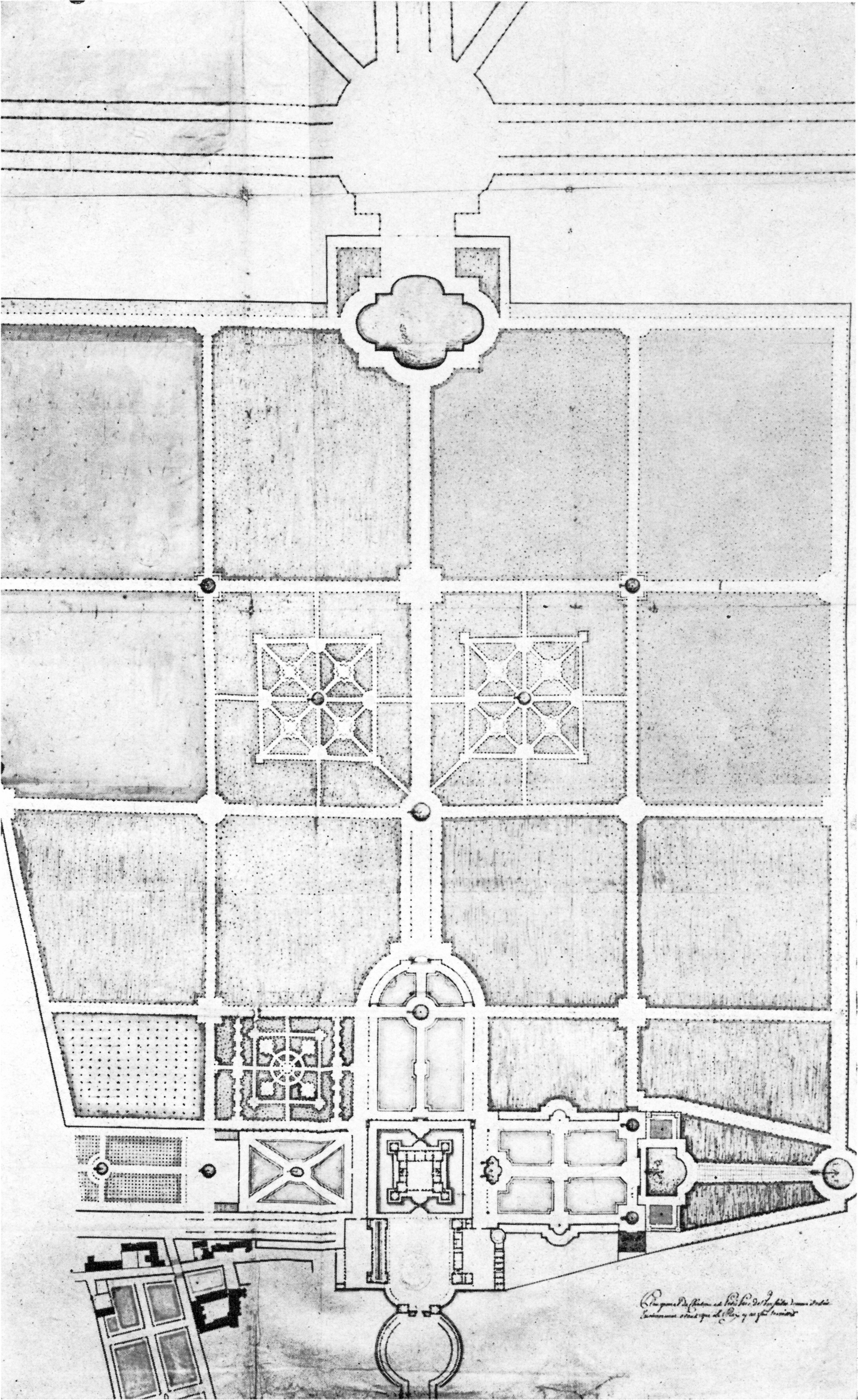
Planta do jardim, c. 1663.

### Primeira campanha de construção
Em 1662, pequenas modificações foram realizadas no castelo; no entanto, maior atenção foi dada ao desenvolvimento dos jardins. Bosquets e parterres existentes foram expandidos e novos foram criados. As criações mais significativas dessa época foram a Orangerie de Versalhes e a "Grotte de Thétys". (Nolhac 1901, 1925) A Orangerie, projetada por Louis Le Vau, estava localizada ao sul do castelo, uma situação que aproveitava a inclinação natural da colina. Fornecia uma área protegida na qual as laranjeiras eram mantidas durante os meses de inverno. (Nolhac 1899, 1902)
A Gruta de Tétis (em francês:  Grotte de Thétys), localizada ao norte do castelo, fazia parte da iconografia do castelo e dos jardins que alinhavam Luís XIV com imagens solares. A gruta seria concluída durante a segunda campanha de construção. (Verlet 1985)
Em 1664, os jardins evoluíram a tal ponto que Luís XIV os inaugurou com a fête galante chamada Les Plaisirs de l'Île enchantée (Os Prazeres da Ilha Encantada). O evento, que oficialmente era para celebrar sua mãe, Anne d'Autriche, e sua consorte Marie-Thérèse, mas na realidade celebrava Louise de La Vallière, amante de Louis, foi realizado em maio daquele ano. Os convidados foram presenteados com entretenimentos fabulosos nos jardins durante uma semana. Como resultado desta festa – particularmente a falta de alojamento para os convidados (a maioria deles tinha que dormir nas carruagens), Luís percebeu as deficiências de Versalhes e começou a expandir o castelo e os jardins mais uma vez. (Verlet, 1961, 1985)

### Segunda campanha de construção
Entre 1664 e 1668, uma onda de atividade foi evidenciada nos jardins – especialmente no que diz respeito às fontes e novos bosquets; foi durante esse período que as imagens dos jardins exploraram conscientemente Apolo e imagens solares como metáforas para Luís XIV. O envelope de Le Vau do castelo de Luís XIII forneceu um meio pelo qual, através da decoração da fachada do jardim, as imagens nas decorações dos grands appartements do rei e da rainha formaram uma simbiose com as imagens dos jardins. (Lighthart, 1997; Masculino, 1927)
Com esta nova fase de construção, os jardins assumiram o vocabulário de desenho topográfico e iconológico que vigoraria até ao século XVIII. Como André Félibien observou em sua descrição de Versalhes, os temas solar e apolíneo predominavam nos projetos construídos na época: "Sendo o sol o emblema de Luís XIV, e os poetas juntam o sol e Apolo, não há nada nesta casa soberba que não se relacione com esta divindade." (Félibien, 1674)
Três adições formaram o nexo topológico e simbólico dos jardins durante esta fase de construção: a conclusão da "Grotte de Thétys", do "Bassin de Latone" e do "Bassin d'Apollon".

#### Gruta de Tétis
Iniciada em 1664 e concluída em 1670 com a instalação da estátua por Gilles Guérin, François Girardon, Thomas Regnaudin, Gaspard Marsy e Balthazar Marsy, a gruta  constituiu um importante componente simbólico e técnico dos jardins. Simbolicamente, a "Grotte de Thétys" está relacionada ao mito de Apolo – e por essa associação a Luís XIV. Era como a caverna da ninfa do mar Tétis, onde Apolo descansava depois de dirigir sua carruagem para iluminar o céu. A gruta era uma estrutura independente localizada ao norte do castelo. O interior, decorado com conchas para representar uma caverna marinha, continha o grupo de estátuas dos irmãos Marsy representando o deus sol acompanhado por nereidas (grupo central) e seus cavalos sendo preparados por atendentes de Tétis (os dois grupos de estátuas acompanhantes). Originalmente, essas estátuas eram colocadas em três nichos individuais na gruta e eram cercadas por várias fontes e vias aquáticas. (Marie 1968; Nolhac 1901, 1925; Thompson 2006; Verlet 1985)
Tecnicamente, a Gruta de Tétis desempenhou um papel fundamental no sistema hidráulico que fornecia água ao jardim. O teto da gruta sustentava um reservatório que armazenava água bombeada do lago Clagny e que alimentava as fontes mais abaixo no jardim por gravidade.

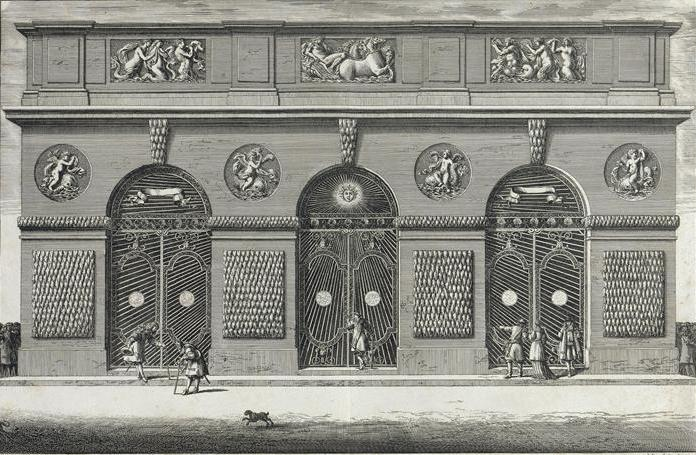
Exterior da Grotte de Thétys
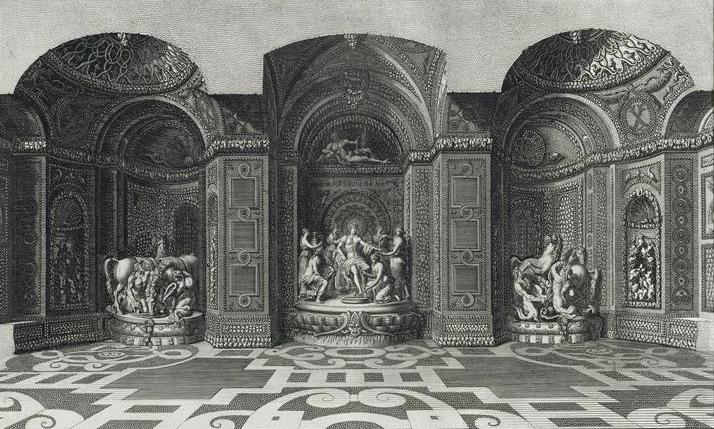
Interior da Grotte de Thétys por Jean Le Pautre, 1676.

 por Jean Le Pautre, 1672.
- Interior da Grotte de Thétys

 por Jean Le Pautre, 1676.

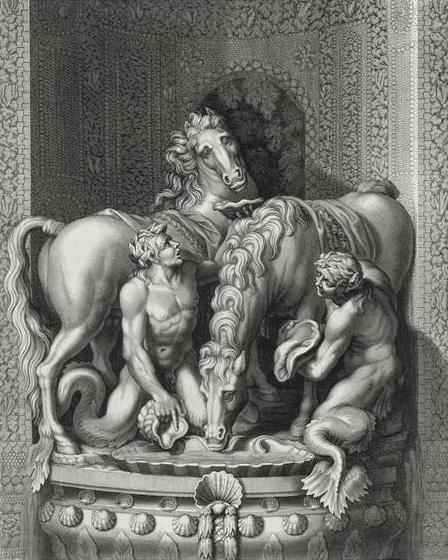
Os cavalos de Apolo preparados por dois tritões por Gilles Guérin, ca. 1670.
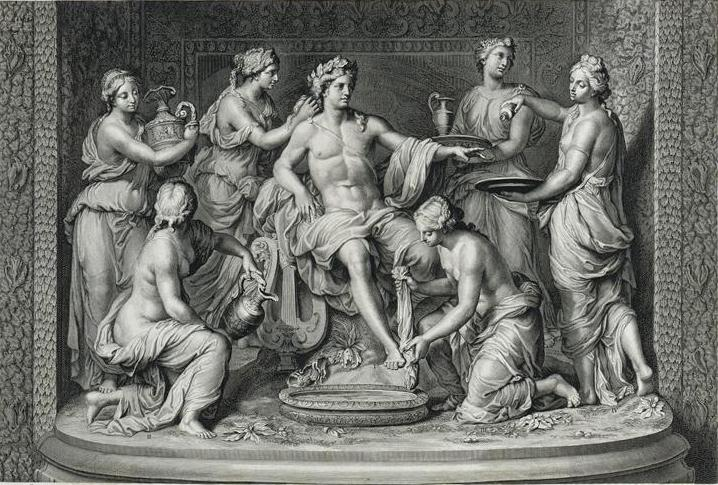
Apolo assistido por ninfas por François Girardon e Thomas Regnaudin, ca. 1670.
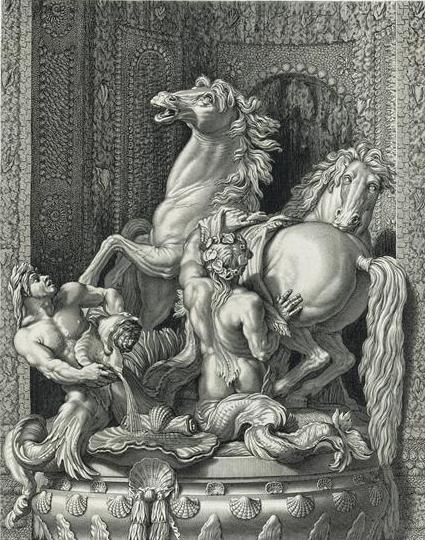
Os cavalos de Apolo preparados por dois Tritões por Gaspard e Balthazard Marsy, ca. 1670.

- Apolo assistido por ninfas

 por François Girardon e Thomas Regnaudin, ca. 1670.
- Os cavalos de Apolo preparados por dois Tritões por Gaspard e Balthazard Marsy, ca. 1670.

#### Bacia de Latone
Localizado no eixo leste-oeste, logo a oeste e abaixo do Parterre d'Eau, está o Bassin de Latone. Projetada por André Le Nôtre, esculpida por Gaspard e Balthazar Marsy e construída entre 1668 e 1670, a fonte retrata um episódio das Metamorfoses de Ovídio. Latona e seus filhos, Apolo e Diana, sendo atormentados com lama atirada pelos camponeses da Lícia, que se recusaram a deixá-la e seus filhos beberem de seu lago, apelaram a Júpiter, que respondeu transformando os lícios em sapos. Este episódio da mitologia foi visto pelos historiadores como uma referência às revoltas da Fronda, que ocorreram durante a menoridade de Luís XIV. A ligação entre a história de Ovídio e este episódio da história francesa é enfatizada pela referência ao "lançamento de lama" em um contexto político. As revoltas da Fronda – a palavra fronde também significa estilingue – foram consideradas a origem do uso do termo "lançando lama" em um contexto político. (Berger, 1992; Marie, 1968, 1972, 1976; Nolhac, 1901; Thompson, 2006; Verlet, 1961, 1985; Weber, 1981)
|                                                                   |                                                                  |
| "Vista da Bassin de Laoton, 1678" gravura de Jean Le Pautre, 1678 | Gravura "Vista da Bassin d'Apollon" de Louis de Chastillon, 1683 |

#### Bacia de Apolo
Mais adiante no eixo leste-oeste está o Bassin d'Apollon – a Fonte de Apolo. Ocupando o local de Rondeau/Bassin des Cygnes de Luís XIII, a Fonte Apollo, construída entre 1668 e 1671, retrata o deus sol dirigindo sua carruagem para iluminar o céu. A fonte forma um ponto focal no jardim e serve como um elemento de transição entre os jardins do Petit Parc e o Grand Canal. (Marie 1968; Nolhac 1901, 1925; Thompson 2006; Verlet 1985)

#### Grande Canal
Com 1.500 metros de comprimento e 62 metros de largura, o Grand Canal, construído entre 1668 e 1671, prolonga física e visualmente o eixo leste-oeste até às paredes do Grand Parc. Durante o Antigo Regime, o Grand Canal serviu como local para festas de barco. Em 1674, como resultado de uma série de acordos diplomáticos que beneficiaram Luís XIV, o rei ordenou a construção da Petite Venise (Pequena Veneza). Localizada na junção do Grand Canal e na junção do ramal transversal norte, a Pequena Veneza abrigava as caravelas e iates recebidos da Holanda e as gôndolas e gondoleiros recebidos como presentes do Doge de Veneza, daí o nome. (Marie 1968; Nolhac 1901, 1925; Thompson 2006; Verlet 1985)
Além dos aspectos decorativos e festivos deste jardim, o Grand Canal também desempenhava um papel prático. Situado em um ponto baixo dos jardins, ele coletava água que drenava das fontes do jardim acima. A água do Grand Canal era bombeada de volta para o reservatório no telhado da Grotte de Thétys por meio de uma rede de bombas movidas a moinhos de vento e a cavalos. (Thompson 2006)
|                                                          |                                                                  |
| Gravura "Vista do Grande Canal" de Nicolas Perelle, 1680 | "Vista da fachada do jardim da Bacia de Latone" por Adam Perelle |

#### Parterre d'Eau
Situado acima da Fonte Latona está o terraço do castelo, conhecido como Parterre d'Eau (Cama d'Água). Formando um elemento de transição do castelo para os jardins abaixo e colocado no eixo norte-sul dos jardins, o Parterre d'Eau forneceu um cenário no qual as imagens e o simbolismo das decorações dos grands appartements se sintetizaram com a iconografia dos jardins. Em 1664, Luís XIV encomendou uma série de estátuas destinadas a decorar o espelho d'água do Parterre d'Eau. A Grande Commande, como a comissão é conhecida, compreendia vinte e quatro estátuas das quaternidades clássicas e quatro estátuas adicionais representando abduções do passado clássico. (Berger I, 1985; Friedman, 1988,1993; Hedin, 1981–1982; Marie, 1968; Nolhac, 1901; Thompson, 2006; Verlet, 1961, 1985; Weber, 1981)

#### Evolução dos Bosquets

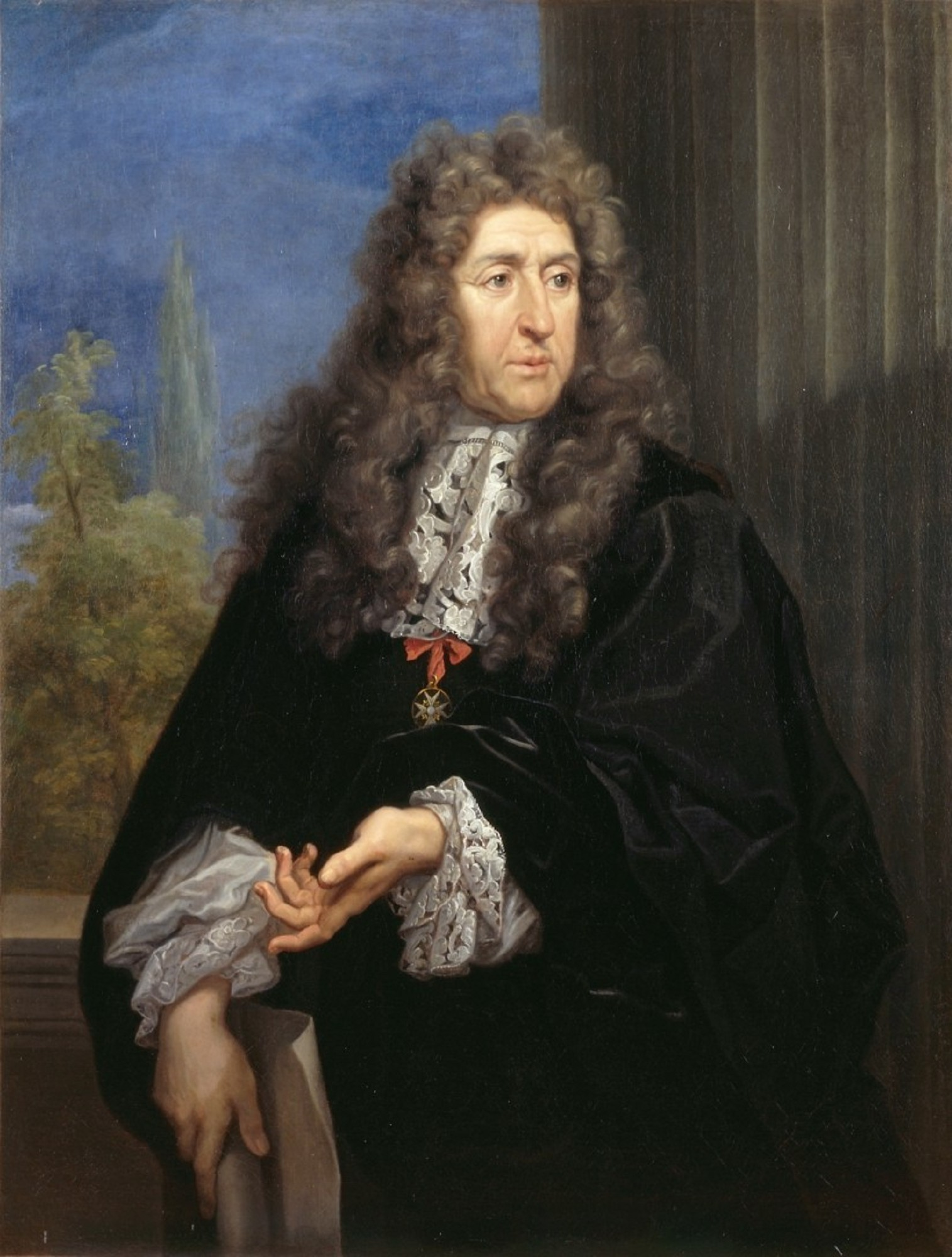
André Le Nôtre.

Uma das características distintivas dos jardins durante a segunda campanha de construção foi a proliferação de bosquets. Expandindo o traçado estabelecido durante a primeira campanha de construção, Le Nôtre adicionou ou expandiu nada menos que dez bosquets: O Bosquet du Marais em 1670; o Bosquet du Théâtre d'Eau, Île du Roi e Miroir d'Eau, a Salle des Festins (Salle du Conseil), o Bosquet des Trois Fontaines em 1671; o Labirinto e o Bosquet de l'Arc de Triomphe em 1672; o Bosquet de la Renommée (Bosquet des Dômes) e o Bosquet de l'Encélade em 1675; e o Bosquet des Sources em 1678 (Marie 1972, 1976; Thompson 2006; Verlet 1985).
Além da expansão dos bosquets existentes e da construção de novos, houve dois projetos adicionais que definiram esta era: o Bassin des Sapins e a Pièce d'eau des Suisses.

#### Bacia dos Pinheiros
Em 1676, o Bassin des Sapins, que estava localizado ao norte do castelo abaixo do Parterre du Nord e da Allée des Marmousets foi projetado para formar um pendente topológico ao longo do eixo norte-sul com a Pièce d'eau des Suisses localizada na base da colina Satory ao sul do castelo. Modificações posteriores no jardim transformariam esta fonte no Bassin de Neptune. (Marie 1972, 1975; Thompson 2006; Verlet 1985)

#### Peça d'Água dos Suíços
Escavada em 1678, a Pièce d'eau des Suisses – nomeada em homenagem aos Guardas Suíços que construíram o lago – ocupava uma área de pântanos e lagoas, alguns dos quais tinham sido usados para fornecer água para as fontes do jardim. Este recurso hídrico, com uma superfície de mais de 15 hectares, é o segundo maior – depois do Grand Canal – em Versalhes. (Marie 1972, 1975; Nolhac 1901, 1925; Thompson 2006; Verlet 1985)

### Terceira campanha de construção

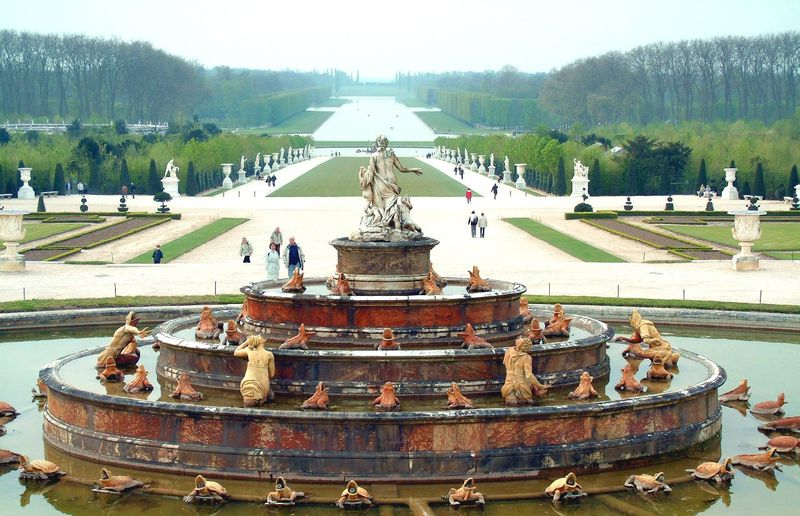
Bassin de Latone – Fonte de Latona com o tapis vert e o Grande Canal ao fundo.

As modificações nos jardins durante a terceira campanha de construção foram caracterizadas por uma mudança estilística da estética natural de André Le Nôtre para o estilo arquitetônico de Jules Hardouin Mansart. A primeira grande modificação nos jardins durante esta fase ocorreu em 1680, quando o Tapis Vert – a extensão de gramado que se estende entre a Fonte Latona e a Fonte Apollo – atingiu seu tamanho e definição finais sob a direção de André Le Nôtre. (Nolhac 1901; Thompson 2006)
A partir de 1684, o Parterre d'Eau foi remodelado sob a direção de Jules Hardouin-Mansart. Estátuas da Grande Commande de 1674 foram realocadas para outras partes do jardim; duas bacias octogonais gêmeas foram construídas e decoradas com estátuas de bronze representando os quatro principais rios da França. No mesmo ano, a Orangerie de Le Vau, localizada ao sul do Parterrre d'Eau, foi demolida para acomodar uma estrutura maior projetada por Jules Hardouin-Mansart. Além da Orangerie, as Escaliers des Cent Marches, que facilitavam o acesso aos jardins pelo sul, à Pièce d'Eau des Suisses e ao Parterre du Midi foram construídas nesta época, dando aos jardins ao sul do castelo sua configuração e decoração atuais.

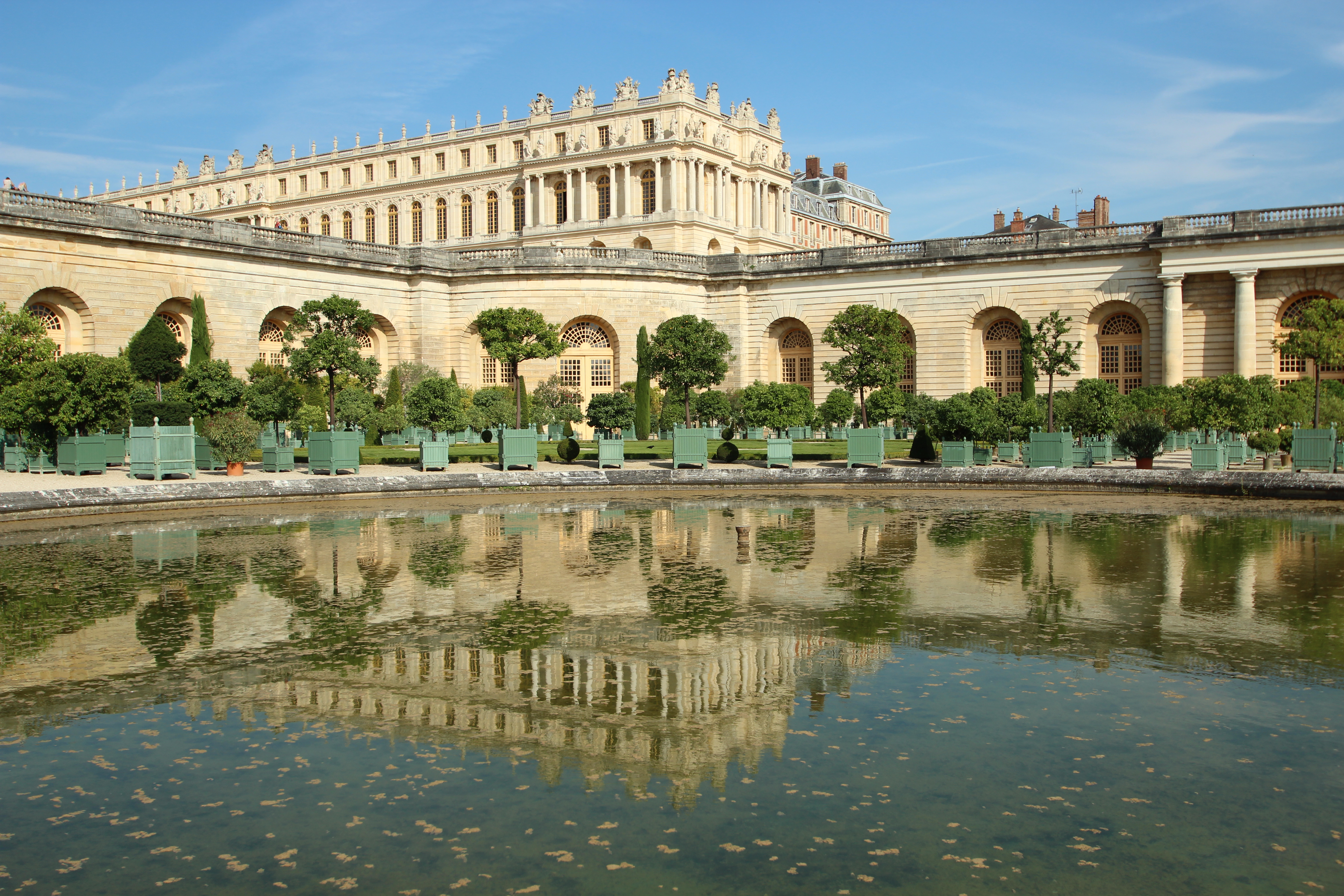
Orangerie de Versalhes.

Além disso, para acomodar a construção prevista da Aile des Nobles – a ala norte do castelo – a Grotte de Thétys foi demolida. (Marie 1968, 1972, 1976; Nolhac 1899, 1901, 1902, 1925)

Planta de Nicolas de Fer, 1700.

Com a construção da Aile des Nobles (1685–1686), o Parterre du Nord foi remodelado para responder à nova arquitetura desta parte do castelo. Para compensar a perda do reservatório no topo da Grotte de Thétys e atender à crescente demanda por água, Jules Hardouin-Mansart projetou reservatórios novos e maiores situados ao norte da Aile des Nobles (Thompson 2006). A construção do caríssimo Canal de l'Eure foi inaugurada em 1685; projetado por Vauban, pretendia-se levar as águas do Eure por mais de 80 quilômetros, incluindo aquedutos de escala heróica, mas as obras foram abandonadas em 1690.
Entre 1686 e 1687, o Bassin de Latone, sob a direção de Jules Hardouin-Mansart, foi reconstruído. É esta versão da fonte que se encontra hoje em Versalhes. (Hedin 1992; Thompson 2006; Verlet 1985)
Durante esta fase de construção, três dos principais bosquets do jardim foram modificados ou criados. Começando com a Galerie des Antiques, este bosquet foi construído em 1680 no local da anterior e efêmera Galerie d'Eau (1678). Este bosquet foi concebido como uma galeria ao ar livre na qual eram exibidas estátuas antigas e cópias adquiridas pela Académie de France em Roma. No ano seguinte, iniciou-se a construção da Salle de Bal. Localizado em uma seção isolada do jardim a oeste da Orangerie, este bosquet foi projetado como um anfiteatro que apresentava uma cascata – a única sobrevivente nos jardins de Versalhes. O Salle de Bal foi inaugurado em 1685 com um baile oferecido pelo Grande Delfim. Entre 1684 e 1685, Jules Hardouin-Mansart construiu a Colonnade. Localizado no local do Bosquet des Sources de Le Nôtre, este bosquet apresentava um peristilo circular formado por trinta e dois arcos com vinte e oito fontes e foi o mais arquitetônico dos bosquets construídos por Hardouin-Mansart nos jardins de Versalhes (Marie 1972, 1976; Thompson 2006; Verlet 1985)

### Quarta campanha de construção
Devido a restrições financeiras decorrentes da Guerra da Liga de Augsburgo e da Guerra da Sucessão Espanhola, nenhuma obra significativa nos jardins foi realizada até 1704. Entre 1704 e 1709, os bosquets foram modificados, alguns de forma bastante radical, com novos nomes sugerindo a nova austeridade que caracterizou os últimos anos do reinado de Luís XIV. (Marie 1976; Thompson 2006; Verlet 1985)

## Luís XV

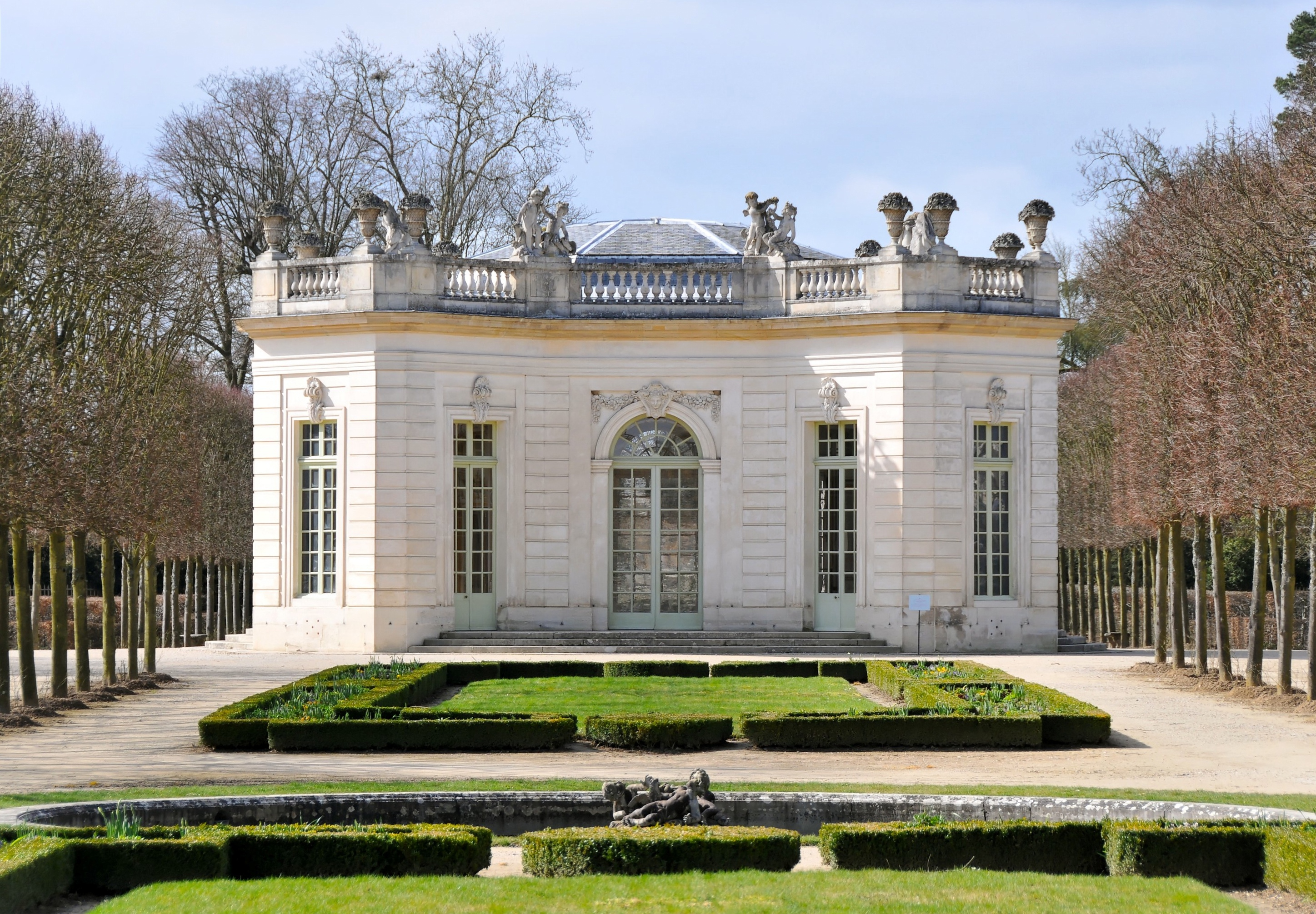
O Pavillon français de Ange-Jacques Gabriel, 1749–1750.

Com a saída do rei e da corte de Versalhes em 1715, após a morte de Luís XIV, o palácio e os jardins entraram em uma era de incerteza. Em 1722, Luís XV e a corte retornaram a Versalhes. Parecendo seguir a advertência de seu bisavô de não se envolver em campanhas de construção custosas, Luís XV não empreendeu as dispendiosas campanhas de construção em Versalhes que Luís XIV havia feito. Durante o reinado de Luís XV, a única adição significativa aos jardins foi a conclusão do Bassin de Neptune (1738–1741). (Marie 1984; Verlet 1985)
Em vez de gastar recursos na modificação dos jardins de Versalhes, Luís XV – um botânico ávido – direcionou seus esforços para Trianon. Na área agora ocupada pelo Hameau de la Reine, Luís XV construiu e manteve les jardins botaniques. Em 1750, ano em que os jardins botânicos foram construídos, o Jardinier-Fleuriste, Claude Richard (1705–1784), assumiu a administração dos jardins botânicos. Em 1761, Luís XV encomendou a Ange-Jacques Gabriel a construção do Petit Trianon como uma residência que lhe permitiria passar mais tempo perto dos jardins botaniques. Foi no Petit Trianon que Luís XV adoeceu mortalmente com varíola; em 10 de maio de 1774, o rei morreu em Versalhes. (Maria, 1984; Thompson, 2006)

### Planta dos jardins em 1746

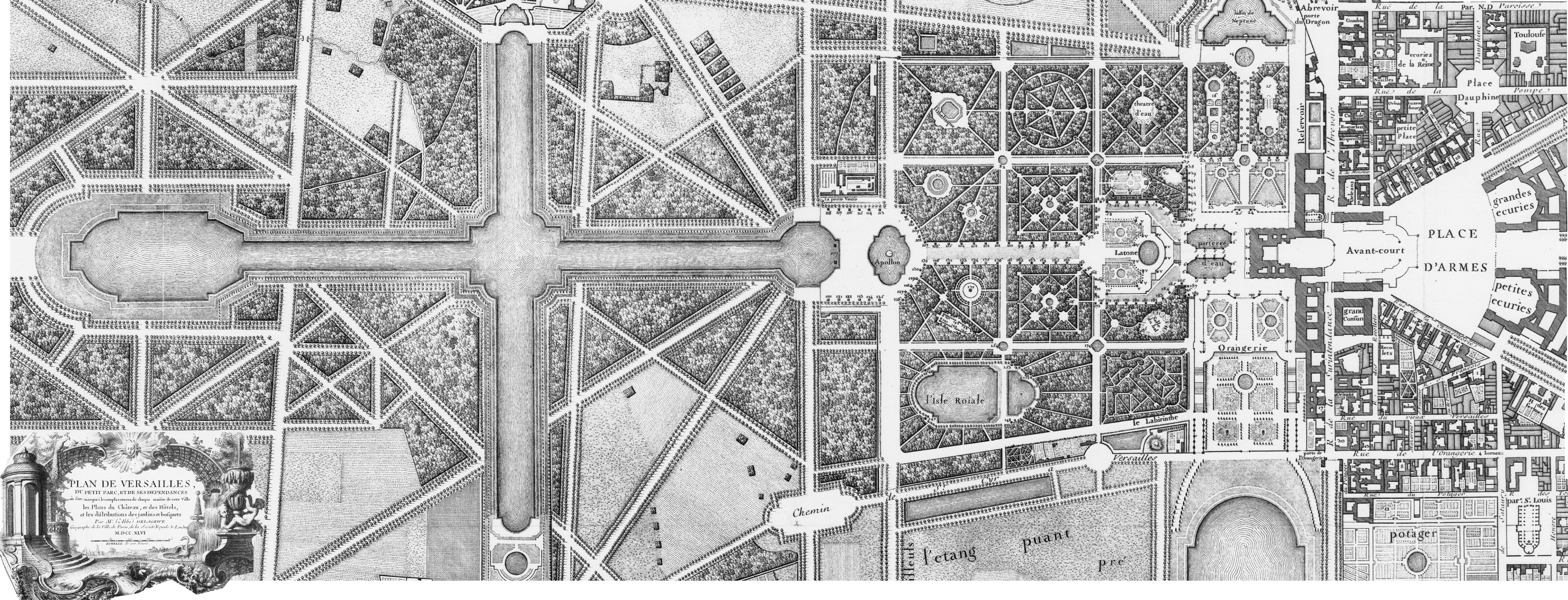
Jardins e palácio de Versalhes em 1746, pelo abade Delagrive.

## Luís XVI
Após a ascensão de Luís XVI ao trono, os jardins de Versalhes passaram por uma transformação que lembrou a quarta campanha de construção de Luís XIV. Gerado por uma mudança de perspectiva defendida por Jean-Jacques Rousseau e os Philosophes, o inverno de 1774-1775 testemunhou um replantio completo dos jardins. Árvores e arbustos datados do reinado de Luís XIV foram derrubados ou arrancados com a intenção de transformar o jardim formal francês de Le Nôtre e Hardouin-Mansart em uma versão de um jardim paisagístico inglês.
A tentativa de converter a obra-prima de Le Nôtre em um jardim de estilo inglês não atingiu o objetivo desejado. Devido em grande parte à topologia do terreno, a estética inglesa foi abandonada e os jardins foram replantados no estilo francês. No entanto, com vistas à economia, Luís XVI ordenou que as palissades – as sebes aparadas que formavam muros nos bosquets, que exigiam muita mão de obra – fossem substituídas por fileiras de tílias ou castanheiras. Além disso, vários bosquets que datam da época do Rei Sol foram amplamente modificados ou destruídos. A contribuição mais significativa para os jardins durante o reinado de Luís XVI foi a Grotte des Bains d'Apollon. A gruta de pedra, situada em um bosquet de estilo inglês, foi a obra-prima de Hubert Robert, na qual foram colocadas as estátuas da Grotte de Thétys. (Thompson 2006; Verlet 1985)
No Petit Trianon, que foi presenteado a Maria Antonieta por Luís XVI em 1774, a nova rainha remodelou radicalmente o parque e os jardins ao redor. Entre 1776 e 1786, os jardins botânicos e a fazenda de Luís XV foram destruídos para criar um jardim inglês, chamado na época de jardim "anglo-chinês", que se estendia ao norte e leste do Petit Trianon. Alguns dos espécimes exóticos do jardim botânico foram preservados nos jardins, mas a maioria foi levada para o Jardin des Plantes em Paris. Um lago e vários rios sinuosos foram formados como parte do novo paisagismo e o arquiteto Richard Mique foi encarregado de projetar loucuras para embelezar os jardins, como a Gruta, o Belvedere e o Templo do Amor. Além do jardim “anglo-chinês”, o Hameau de la Reine foi construído entre 1782 e 1788, projetado por Mique e Hubert Robert.

## Revolução
Em 1792, por ordem da Convenção Nacional, algumas árvores dos jardins foram derrubadas, enquanto partes do Grand Parc foram parceladas e dispersas. Percebendo a ameaça potencial a Versalhes, Louis Claude Marie Richard (1754–1821) – diretor dos jardins botaniques e neto de Claude Richard – pressionou o governo para salvar Versalhes. Ele conseguiu impedir uma maior dispersão do Grand Parc e as ameaças de destruição do Petit Parc foram abolidas ao sugerir que os parterres poderiam ser usados para plantar hortas e que pomares poderiam ocupar as áreas abertas do jardim. Esses planos nunca foram colocados em prática; no entanto, os jardins foram abertos ao público – não era incomum ver pessoas lavando suas roupas nas fontes e espalhando-as nos arbustos para secar. (Thompson 2006)
Em 1793, a maioria das peças decorativas do Bosque do Arco do Triunfo foram destruídas.

## Napoleão I
A era napoleônica ignorou amplamente Versalhes. No castelo, um conjunto de salas foi preparado para uso da imperatriz Maria Luísa, mas os jardins foram deixados inalterados, exceto pela desastrosa derrubada de árvores no Bosquet de l'Arc de Triomphe e no Bosquet des Trois Fontaines. A erosão maciça do solo exigiu o plantio de novas árvores. (Thompson 2006; Verlet 1985)

## Restauração

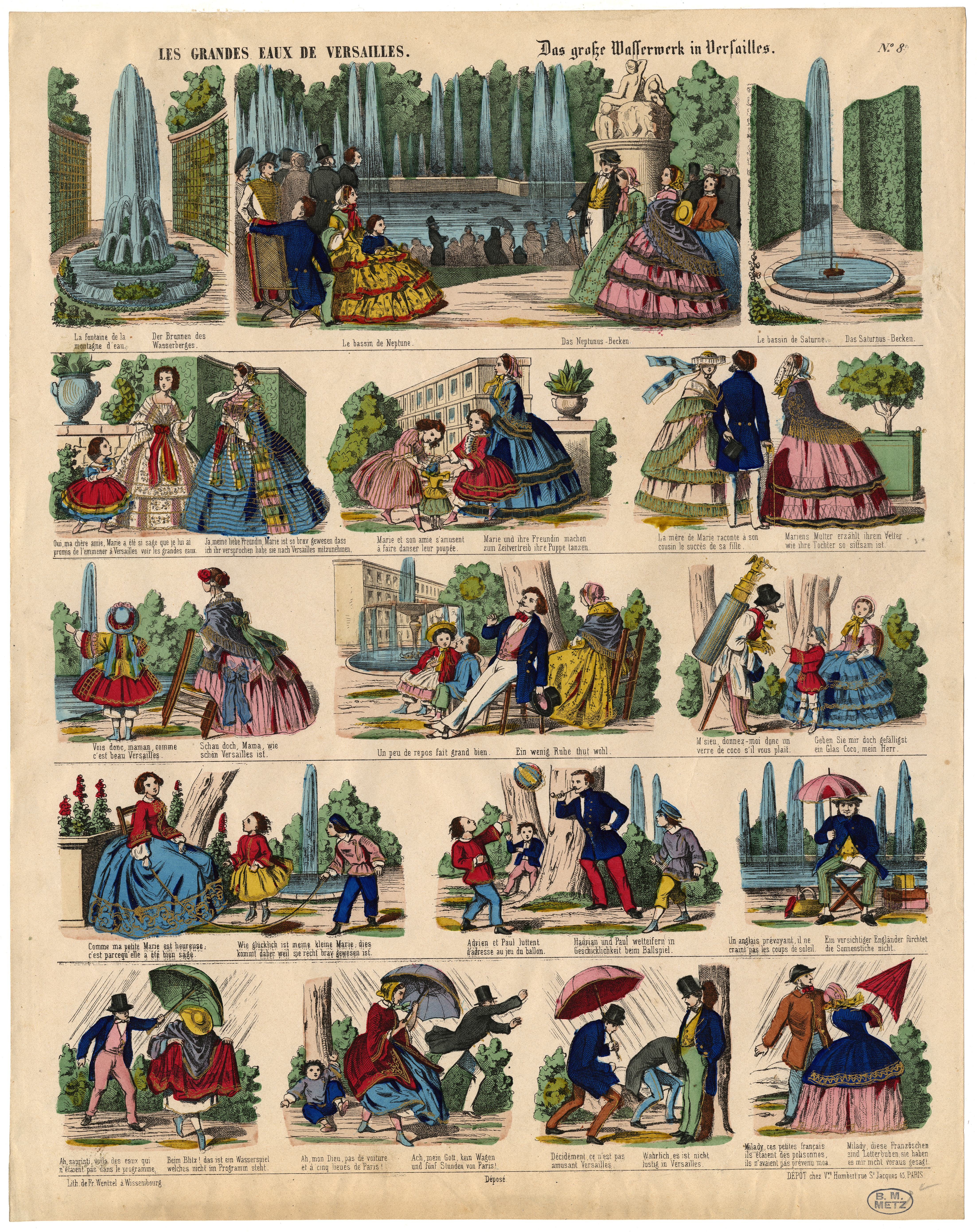
As diferentes reações dos visitantes em meados do século XIX.

Com a restauração dos Bourbons em 1814, os jardins de Versalhes testemunharam as primeiras modificações desde a Revolução. Em 1817, Luís XVIII ordenou a conversão da Île du Roi e do Miroir d'Eau num jardim de estilo inglês – o Jardin du Roi . (Thompson 2006)

## A Monarquia de Julho; O Segundo Império
Embora grande parte do interior do castelo tenha sido irreparavelmente alterada para acomodar o Museu de História da França dedicado a "todas as glórias da França" (inaugurado por Luís Filipe I em 10 de junho de 1837), os jardins, por outro lado, permaneceram intocados. Com exceção da visita de Estado da Rainha Vitória e do Príncipe Alberto em 1855, ocasião em que os jardins foram cenário de uma festa de gala que lembrava as fêtes de Luís XIV, Napoleão III ignorou o castelo, preferindo o castelo de Compiègne (Thompson 2006; Verlet 1985).

## Pierre de Nolhac
Com a chegada de Pierre de Nolhac como diretor do museu em 1892, uma nova era de pesquisa histórica começou em Versalhes. Nolhac, um arquivista e acadêmico fervoroso, começou a reunir a história de Versalhes e, posteriormente, estabeleceu os critérios para a restauração do castelo e a preservação dos jardins, que perduram até hoje. (Thompson 2006; Verlet 1985)

## Bosquets dos jardins
Devido às muitas modificações feitas nos jardins entre os séculos XVII e XIX, muitos dos bosquets sofreram múltiplas modificações, que muitas vezes foram acompanhadas de mudanças de nome.

### Deux Bosquets – Bosquet de la Girondole – Bosquet du Dauphin – Quinconce du Nord – Quinconce du Midi
Esses dois bosquets foram construídos pela primeira vez em 1663. Localizados ao norte e ao sul do eixo leste-oeste, esses dois bosquets eram dispostos como uma série de caminhos ao redor de quatro salles de verdure e que convergiam para uma "sala" central que continha uma fonte. Em 1682, o bosquet sul foi remodelado como Bosquet de la Girondole, assim chamado devido à disposição em forma de raios da fonte central. O bosquet do norte foi reconstruído em 1696 como Bosquet du Dauphin, com uma fonte que apresentava um golfinho. Durante o replantio de 1774-1775, ambos os bosquets foram destruídos. As áreas foram replantadas com tílias e rebatizadas de Quinconce du Nord e Quinconce du Midi (Marie 1968, 1972, 1976, 1984; Thompson 2006; Verlet 1985).

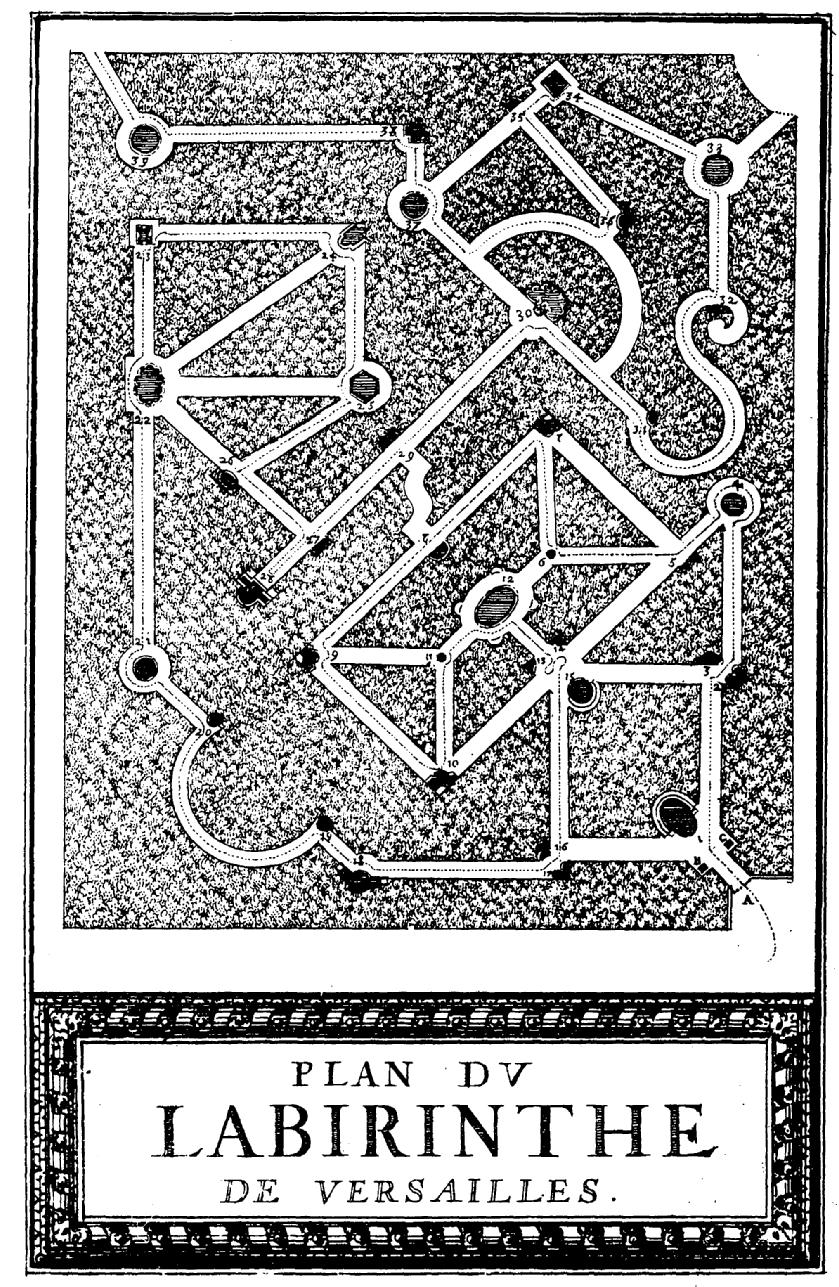
Plano do Labirinto da descrição de Perrault.

### Labirinto – Bosquet de la Reine
Em 1665, André Le Nôtre planejou um labirinto de caminhos sem adornos em uma área ao sul da Fonte Latona, perto da Orangerie. (Loach, 1985) Em 1669, Charles Perrault – autor dos Contos da Mamãe Gansa – aconselhou Luís XIV a remodelar o Labyrinthe de modo a servir à educação do Delfim (Perrault, 1669). Entre 1672 e 1677, Le Nôtre redesenhou o Labyrinthe para apresentar trinta e nove fontes que retratavam histórias das Fábulas de Esopo. Os escultores Jean-Baptiste Tuby, Étienne Le Hongre, Pierre Le Gros e os irmãos Gaspard e Balthazard Marsy trabalharam nessas trinta e nove fontes, cada uma delas acompanhada de uma placa na qual a fábula foi impressa, com versos escritos por Isaac de Benserade; nessas placas, o filho de Luís XIV aprendeu a ler. Quando concluído em 1677, o Labirinto continha trinta e nove fontes com 333 esculturas de animais em metal pintadas. A água para o complexo sistema hidráulico era transportada do Sena pela Máquina de Marly. O Labirinto continha quatorze rodas d’água que acionavam 253 bombas, algumas das quais funcionavam a uma distância de três quartos de milha. Alegando custos de reparo e manutenção, Luís XVI ordenou a demolição do Labyrinthe em 1778. Em seu lugar, um arboreto de árvores exóticas foi plantado como um jardim de estilo inglês. Rebatizado de Bosquet de la Reine, seria nesta parte do jardim que um episódio do Caso do Colar de Diamantes, que comprometeu Maria Antonieta, ocorreu em 1785 (Marie 1968, 1972, 1976, 1984; Perrault 1669; Thompson 2006; Verlet 1985).

### Bosquet de la Montagne d'Eau – Bosquet de l'Étoile
Originalmente projetado por André Le Nôtre em 1661 como uma salle de verdure, este bosquet continha um caminho circundando uma área central pentagonal. Em 1671, o bosquet foi ampliado com um sistema mais elaborado de caminhos que serviram para realçar o novo recurso hídrico central, uma fonte que lembrava uma montanha, daí o novo nome do bosquet: Bosquet de la Montagne d'Eau. O bosquet foi completamente remodelado em 1704, quando foi rebatizado de Bosquet de l'Étoile (Marie 1968, 1972, 1976, 1984; Thompson 2006; Verlet 1985).

### Bosquet du Marais – Bosquet du Chêne Vert – Bosquet des Bains d'Apollon – Grotte des Bains d'Apollon
Criado em 1670, este bosquet continha originalmente uma piscina retangular central cercada por uma borda de grama. Nas bordas da piscina havia juncos de metal que escondiam vários jatos de água; um cisne com água jorrando do bico ocupava cada canto. O centro da piscina apresentava uma árvore de ferro com folhas de lata pintadas, das quais brotava água. Por causa desta árvore, o bosquet também era conhecido como Bosquet du Chêne Vert. Em 1705, este bosquet foi destruído para permitir a criação do Bosquet des Bains d'Apollon, que foi criado para abrigar as estátuas que antes ficavam na Grotte de Thétys. Durante o reinado de Luís XVI, Hubert Robert remodelou o bosquet, criando um cenário semelhante a uma caverna para as estátuas de Marsy. O bosquet foi renomeado como Grotte des Bains d'Apollon (Marie 1968, 1972, 1976, 1984; Thompson 2006; Verlet 1985).

### Île du Roi – Miroir d'Eau – Jardin du Roi
Originalmente projetado em 1671 como dois recursos hídricos separados, o maior – Île du Roi – continha uma ilha que formava o ponto focal de um sistema de fontes elaboradas. A Île du Roi era separada do Miroir d'Eau por uma passarela com vinte e quatro jatos de água. Em 1684, a ilha foi removida e o número total de jatos de água no bosquet foi significativamente reduzido. O ano de 1704 testemunhou uma grande reforma do bosquet, ocasião em que a calçada foi remodelada e a maioria dos jatos de água foram removidos. Um século depois, em 1817, Luís XVIII ordenou que a Île du Roi e o Miroir d'Eau fossem completamente remodelados como um jardim de estilo inglês. Nessa época, o bosquet foi rebatizado de Jardin du Roi (Marie 1968, 1972, 1976, 1984; Thompson 2006; Verlet 1985).

### Salle des Festins – Salle du Conseil – Bosquet de l'Obélisque
Em 1671, André Le Nôtre concebeu um bosquet – originalmente batizado de Salle des Festins e mais tarde chamado de Salle du Conseil – que apresentava uma ilha quadrifólia cercada por um canal que continha cinquenta jatos de água. Cada lóbulo da ilha continha uma fonte simples; o acesso à ilha era feito por duas pontes giratórias. Além do canal e colocadas nos pontos cardeais dentro do bosquet, havia quatro fontes adicionais. Sob a direção de Jules Hardouin-Mansart, o bosquet foi completamente remodelado em 1706. A ilha central foi substituída por uma grande bacia elevada em cinco degraus, que era cercada por um canal. A fonte central continha 230 jatos que, quando em funcionamento, formavam um obelisco – daí o novo nome Bosquet de l'Obélisque (Marie 1968, 1972, 1976, 1984; Thompson 2006; Verlet 1985).

### Bosquet du Théâtre d'Eau – Bosquet du Rond-Vert
A característica central deste bosquet, projetado por Le Nôtre entre 1671 e 1674, era um auditório/teatro ladeado por três fileiras de assentos de grama, de frente para um palco decorado com quatro fontes alternadas com três cascatas radiantes. Entre 1680 e a morte de Luís XIV em 1715, houve uma reorganização quase constante das estátuas que decoravam o bosquet. Em 1709, o bosquet foi reorganizado com a adição da Fontaine de l'Île aux Enfants . Como parte do replantio dos jardins ordenado por Luís XVI durante o inverno de 1774-1775, o Bosquet du Théâtre d'Eau foi destruído e substituído pelo Bosquet du Rond-Vert sem adornos (Marie 1968, 1972, 1976, 1984; Thompson 2006; Verlet 1985). O Bosquet du Théâtre d'Eau foi recriado em 2014, com o empresário e fotógrafo sul-coreano Yoo Byung-eun sendo o único patrono, doando 1,4 € milhões (~ US$1,9 milhões) para o projeto.

### Bosquet des Trois Fontaines (Berceau d'Eau)
Situado a oeste da Allée des Marmousets e substituindo o efêmero Berceau d'Eau (um bosquet longo e estreito criado em 1671 que apresentava um caramanchão de água feito por vários jatos de água), o bosquet ampliado foi transformado por Le Nôtre em 1677 em uma série de três salas interligadas. Cada sala continha uma série de fontes que produziam efeitos especiais. As fontes sobreviveram às modificações que Luís XIV ordenou para outras fontes nos jardins no início do século XVIII e foram posteriormente poupadas durante o replantio dos jardins em 1774-1775. Em 1830, o bosquet foi replantado e as fontes foram suprimidas. Devido aos danos causados pela tempestade no parque em 1990 e novamente em 1999, o Bosquet des Trois Fontaines foi restaurado e reinaugurado em 12 de junho de 2004 (Marie 1968, 1972, 1976, 1984; Thompson 2006; Verlet 1985).

### Bosquet de l'Arc de Triomphe
Originalmente, este bosquet foi planejado em 1672 como um simples pavillon d'eau – uma área aberta e redonda com uma fonte quadrada no centro. Em 1676, este bosquet, localizado a leste da Allée des Marmousets e formando o pendente do Bosquet des Trois Fontaines, foi ampliado e redecorado seguindo linhas políticas que faziam alusão às vitórias militares francesas sobre a Espanha e a Áustria, época em que o arco triunfal foi adicionado – daí o nome. A maioria dessas peças foi destruída durante a Revolução. Assim como o Bosquet des Trois Fontaines, este bosquet sobreviveu às modificações do século XVIII, mas foi replantado em 1830, quando as fontes foram removidas. Em 2008, este bosquet foi restaurado. (Marie 1968, 1972, 1976, 1984; Thompson 2006; Verlet 1985)

### Bosquet de la Renommée – Bosquet des Dômes
Construído em 1675, o Bosquet de la Renommée apresentava uma estátua da deusa Fama na fonte – daí o nome do bosquet. Com a realocação das estátuas da Grotte de Thétys em 1684, o bosquet foi remodelado para acomodar as estátuas e a fonte de Fama foi removida. Nessa época o bosquet foi rebatizado de Bosquet des Bains d'Apollon. Como parte da reorganização do jardim ordenada por Luís XIV no início do século XVIII, o agrupamento de Apolo foi transferido mais uma vez para o local do Bosquet du Marais – localizado perto da Fonte Latona – que foi destruído e substituído pelo novo Bosquet des Bains d'Apollon. As estátuas foram instaladas em pedestais de mármore de onde jorrava água; e cada grupo de estátuas era protegido por um baldaquino intrincadamente esculpido e dourado. O antigo Bosquet des Bains d'Apollon foi renomeado Bosquet des Dômes devido a dois pavilhões abobadados construídos no bosquet.(Marie 1968, 1972, 1976, 1984; Thompson 2006; Verlet 1985)

### Bosquet de l'Encélade
Criada em 1675, ao mesmo tempo que o Bosquet de la Renommée, a fonte deste bosquet retrata Encélado, um gigante caído que foi condenado a viver abaixo do Monte Etna, sendo consumido pela lava vulcânica. Desde a sua concepção, esta fonte foi concebida como uma alegoria da vitória de Luís XIV sobre a Fronda. Em 1678, um anel octogonal de turfa e oito fontes rocaille ao redor da fonte central foram adicionados. Essas adições foram removidas em 1708. Quando em funcionamento, esta fonte tem o jato mais alto de todas as fontes dos jardins de Versalhes – 25 metros. (Marie 1968, 1972, 1976, 1984; Thompson 2006; Verlet 1985)

### Bosquet des Sources – La Colonnade
Projetado como uma simples salle de verdure sem adornos por Le Nôtre em 1678, o arquiteto paisagista aprimorou e incorporou um riacho existente para criar um bosquet com riachos que serpenteavam entre nove ilhotas. Em 1684, Jules Hardouin-Mansart redesenhou completamente o bosquet construindo um peristilo duplo em arco circular. A Colonnade, como foi renomeada, originalmente apresentava trinta e dois arcos e trinta e uma fontes – um único jato de água espirrado em uma bacia central sob o arco. Em 1704, foram adicionadas três entradas adicionais à Colonnade, o que reduziu o número de fontes de trinta e uma para vinte e oito. A estátua que agora ocupa o centro da Colunata – o Rapto de Perséfone – (da Grande Commande de 1664) foi colocada no local em 1696. (Marie 1968, 1972, 1976, 1984; Thompson 2006; Verlet 1985)

### Galerie d'Eau – Galerie des Antiques – Salle des Marronniers
Ocupando o local da Galerie d'Eau (1678), a Galerie des Antiques foi projetada em 1680 para abrigar a coleção de estátuas antigas e cópias de estátuas antigas adquiridas pela Académie de France em Roma. Circundando uma área central pavimentada com pedras coloridas, um canal era decorado com vinte estátuas em pedestais, cada um separado por três jatos de água. A galeria foi completamente remodelada em 1704, quando as estátuas foram transferidas para Marly e o bosquet foi replantado com castanheiros-da-índia (Aesculus hippocastanum) – daí o nome atual Salle des Marronniers. (Marie 1968, 1972, 1976, 1984; Thompson 2006; Verlet 1985)

### Sala de baile
Localizado a oeste do Parterre du Midi e ao sul da Fonte Latona, este bosquet, projetado por Le Nôtre e construído entre 1681 e 1683, apresenta uma cascata semicircular que forma o pano de fundo desta salle de verdure. Intercalada com torchères de chumbo dourado, que sustentavam candelabros para iluminação, a Salle de Bal foi inaugurada em 1683 pelo filho de Luís XIV, o Grande Delfim, com uma festa dançante. A Salle de Bal foi remodelada em 1707, quando a ilha central foi removida e uma entrada adicional foi adicionada. (Marie 1968, 1972, 1976, 1984; Thompson 2006; Verlet 1985)

### Vistas dos Bosquets

Bosquets of the gardens of Versailles: 17th-century views
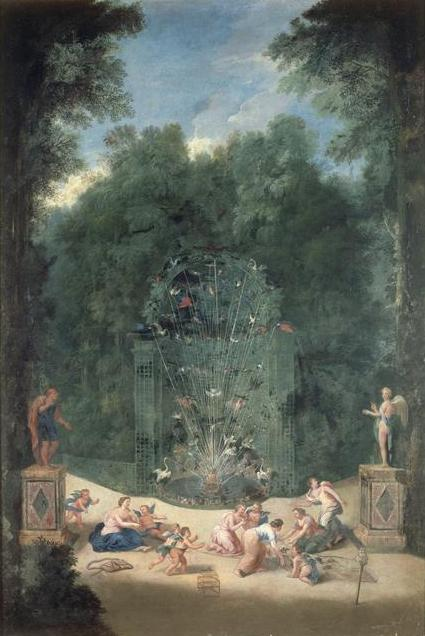
"Entrée du Labyrinthe" deJean Cotelle, c. 1693.
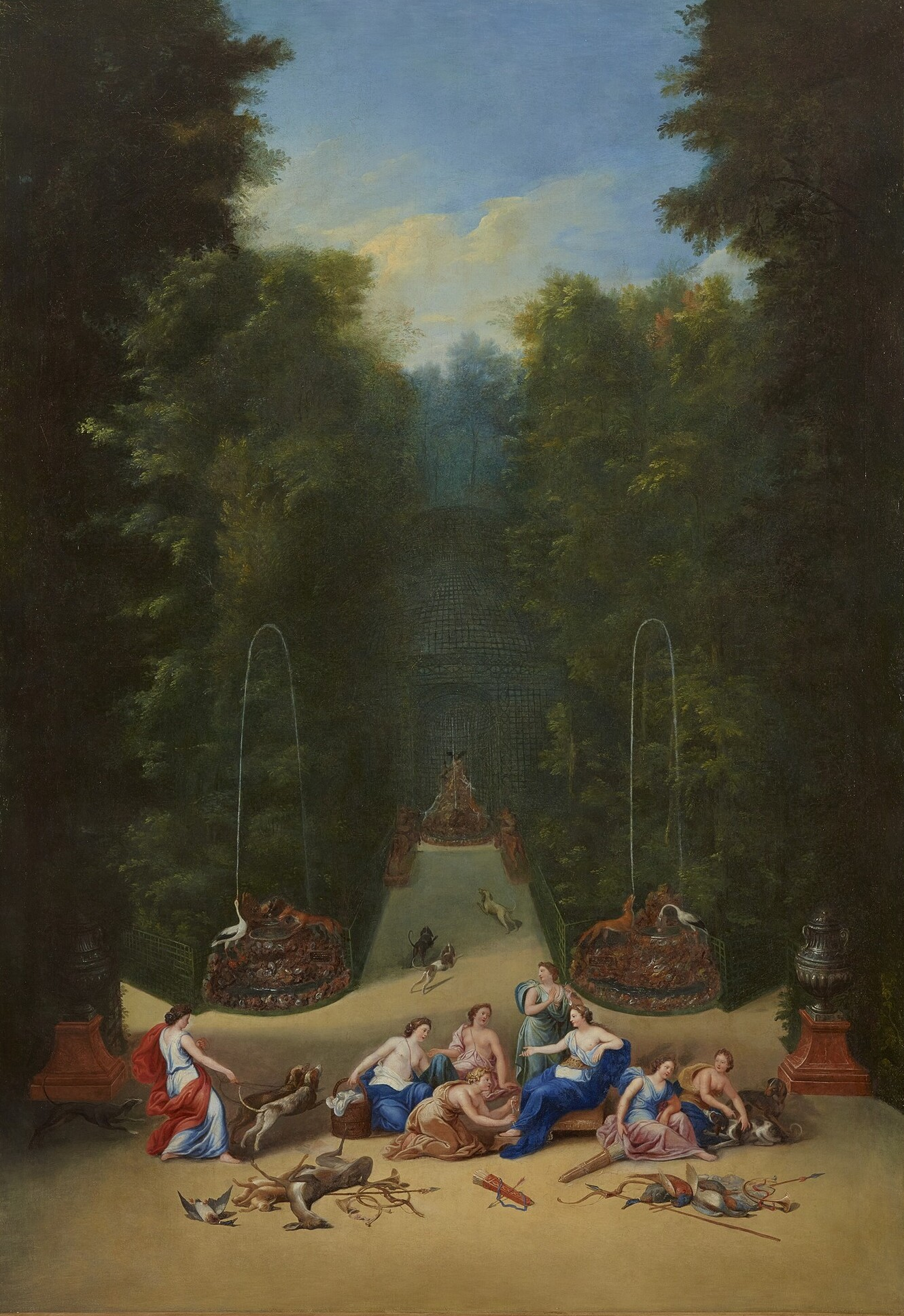
"Vue de l'intérieur du bosquet du Labyrinthe" deJean Cotelle, c. 1693.
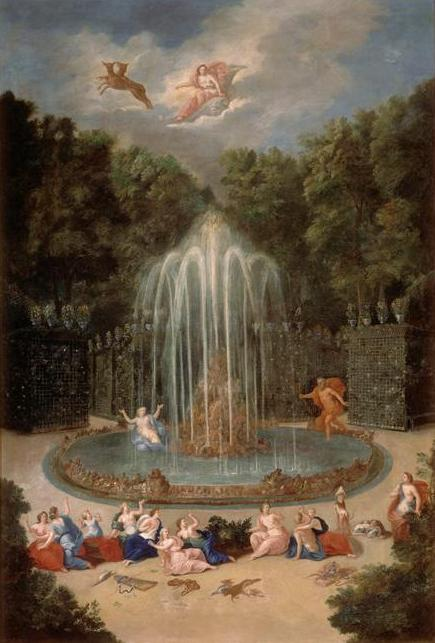
"Bosquet de l'Étoile ou la Montagne d'eau" de Jean Cotelle, c. 1693.
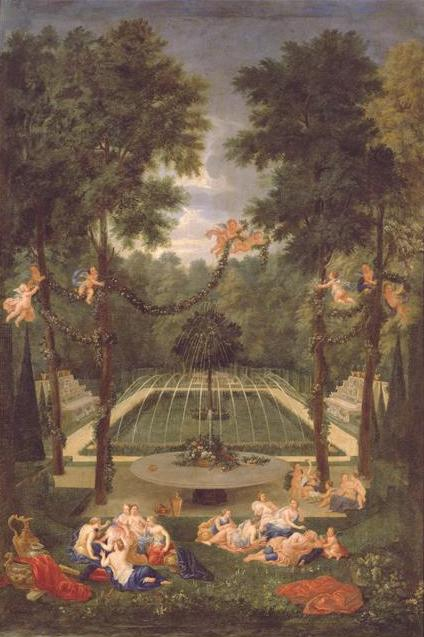
"Bosquet du Marais" de Jean Cotelle, c. 1693.
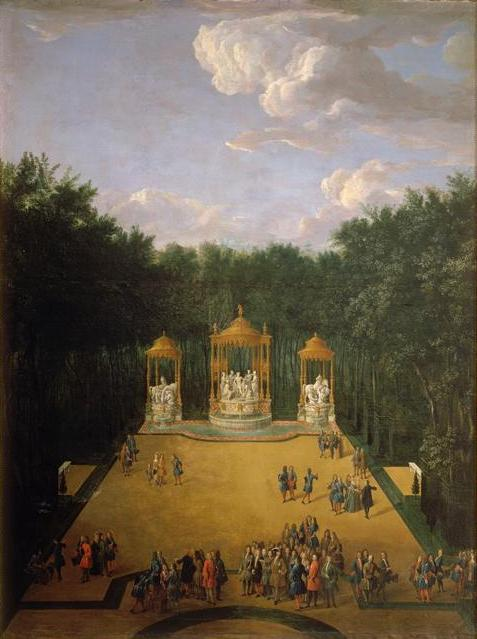
"Bosquet des Bains d'Apollon" de Pierre-Denis Martin (Martin le Jeune), c. 1713.
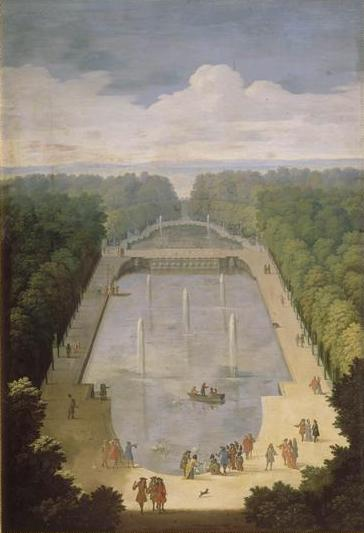
"Bosquet de l'Île Royale et le Bassin du Miroir" de Étienne Allegrain, c. 1693.
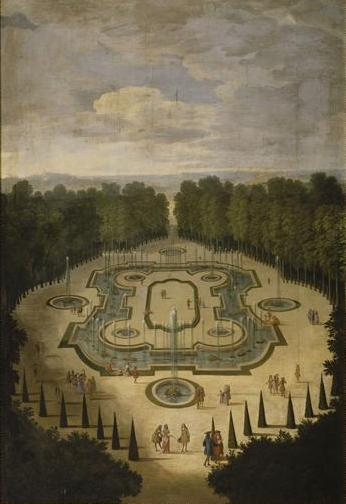
"Salle des Festins ou Salle du Conseil" de Étienne Allegrain, c. 1688.
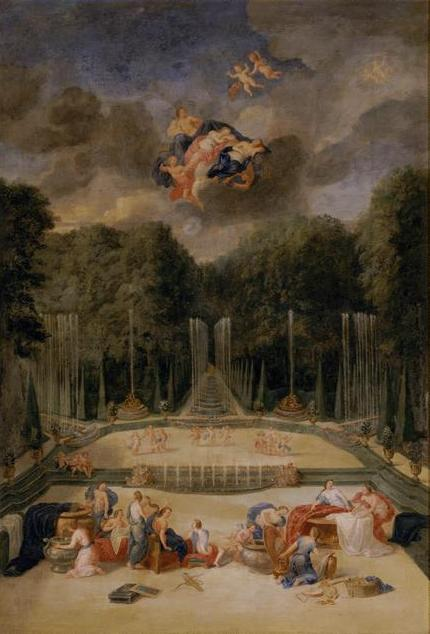
"Le théâtre d'eau-vue de a scène" de Jean Cotelle, c. 1693.
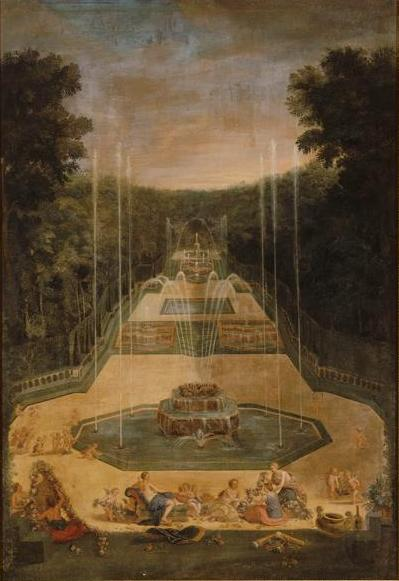
"Bosquet des trois fontaines-vue du côté" de Jean Cotelle, c. 1693.
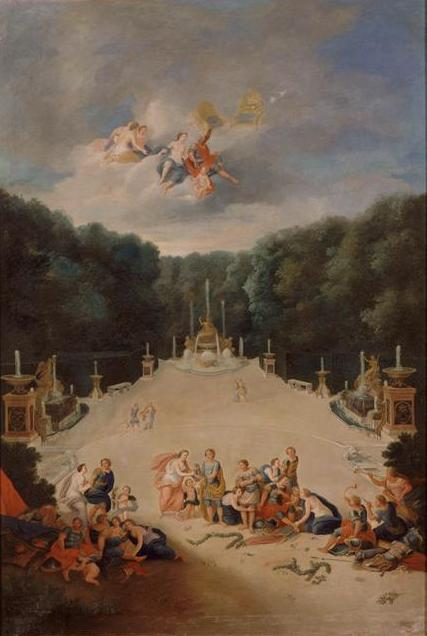
"Bosquet de l'Arc de Triomphe-vue depuis la Salle basse" de Jean Cotelle, c. 1693.
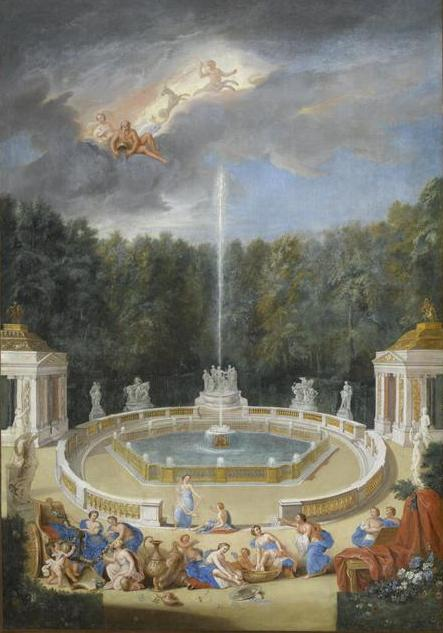
"Bosquet des Dômes" de Jean Cotelle, c. 1693.
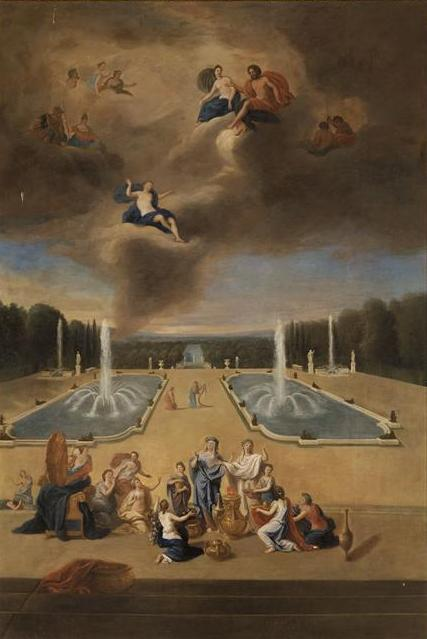
"Parterre d'Eau" de Jean Cotelle, c. 1693.
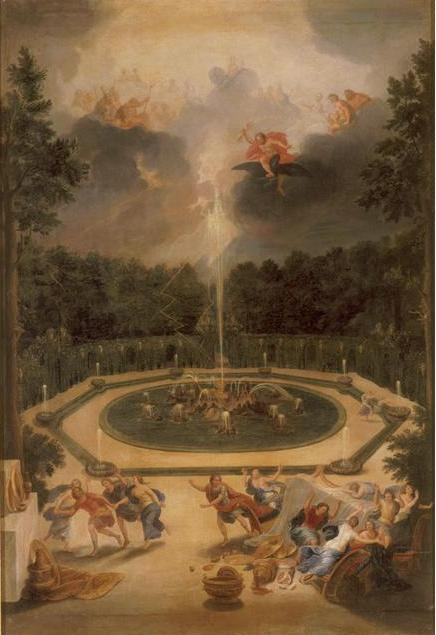
"Bassin de l'Encélade" de Jean Cotelle, c. 1693.
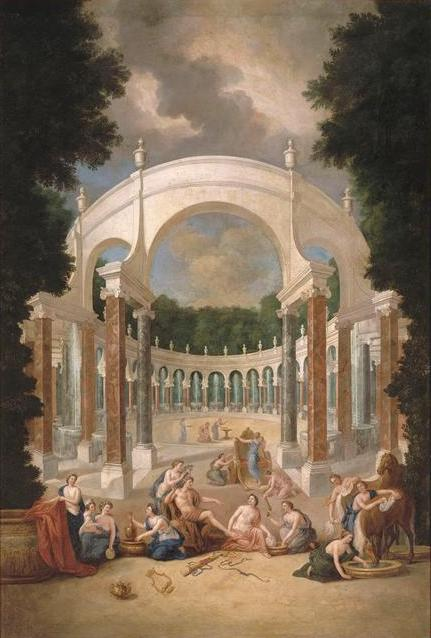
"La Colonnade" de Jean Cotelle, c. 1693
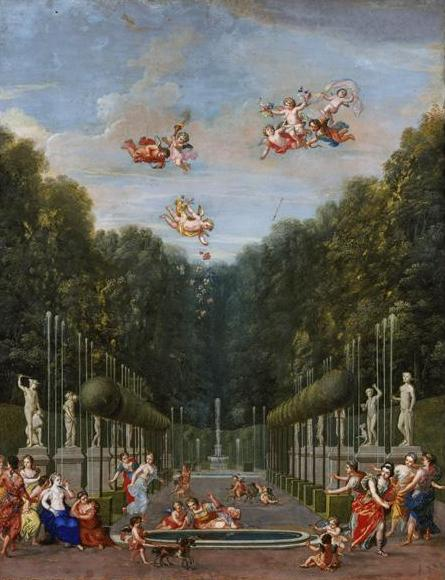
"Galerie des Antiques" de Jean Joubert, c. 1693.
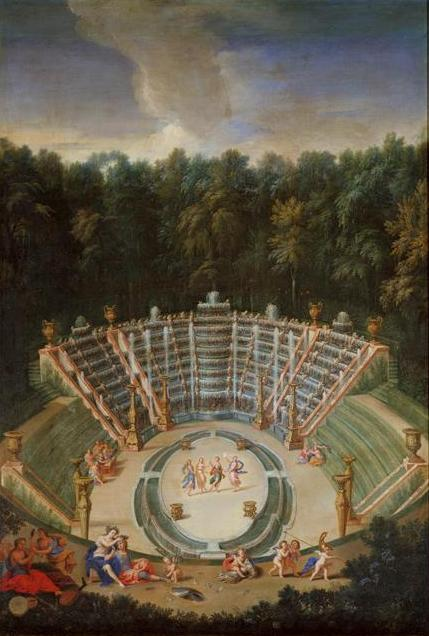
"La Salle de bal" de Jean Cotelle, c. 1693.
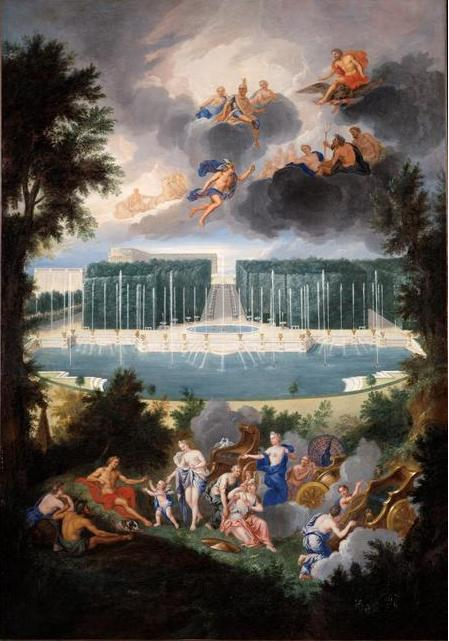
"Bassin de Neptune" de Jean Cotelle, c. 1693.
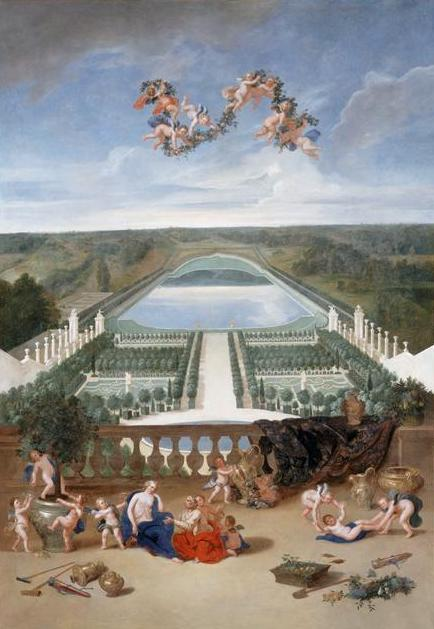
"Vue de l'Orangerie" de Jean Cotelle, c. 1693.
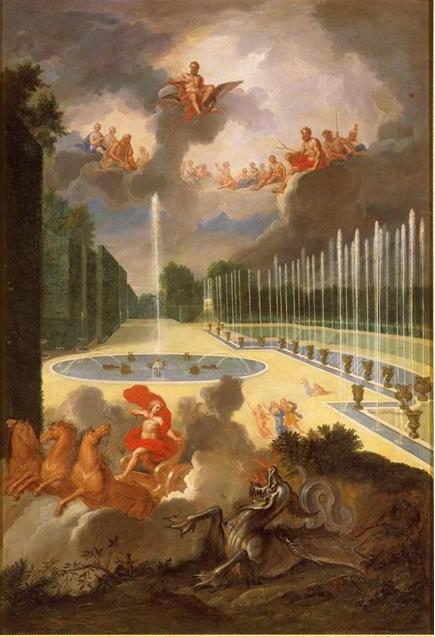
"Bassin du Dragon" de Jean Cotelle, c. 1693.
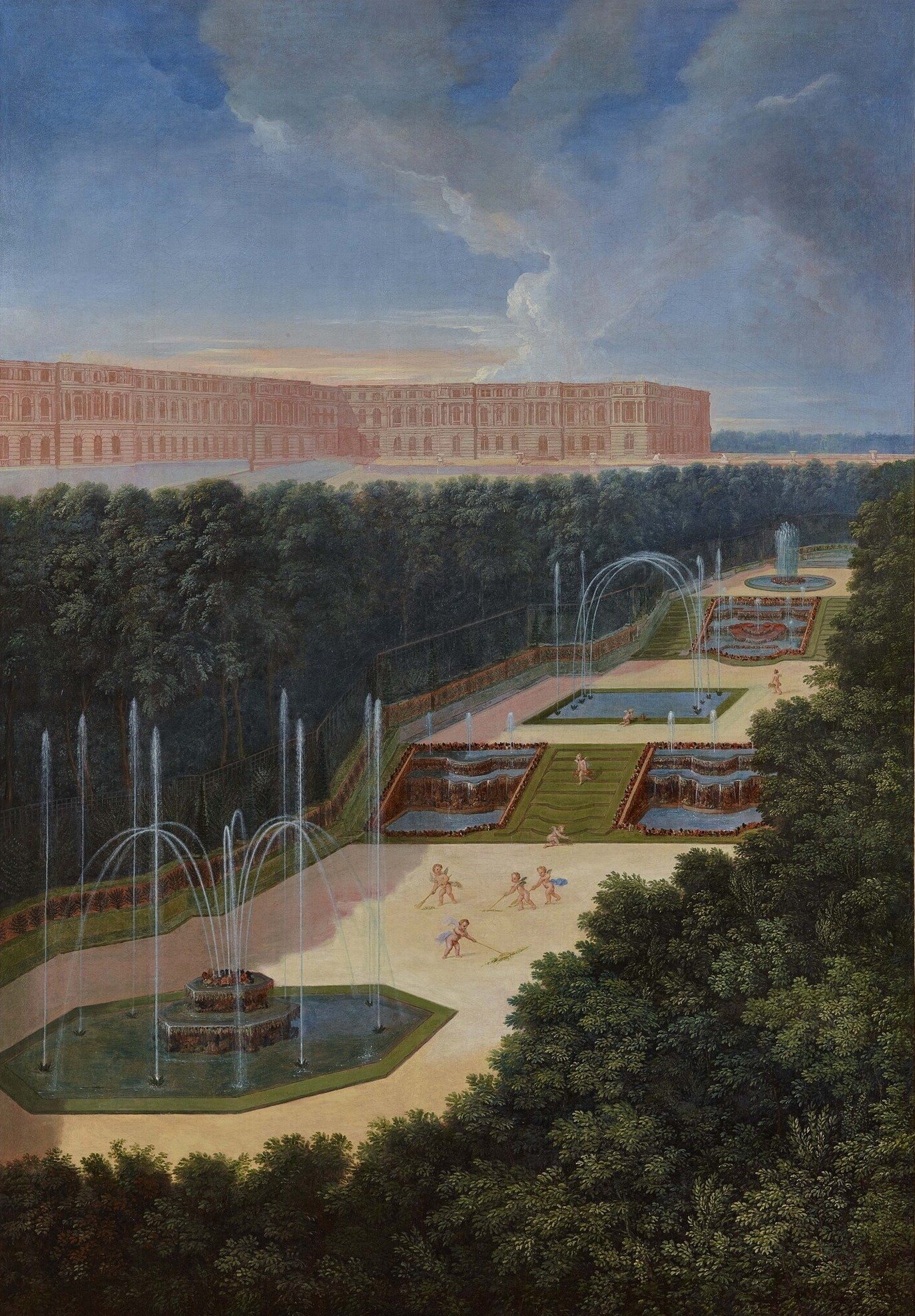
"Bosquet des trois fontaines-vue de face" de Jean Cotelle, c. 1693.
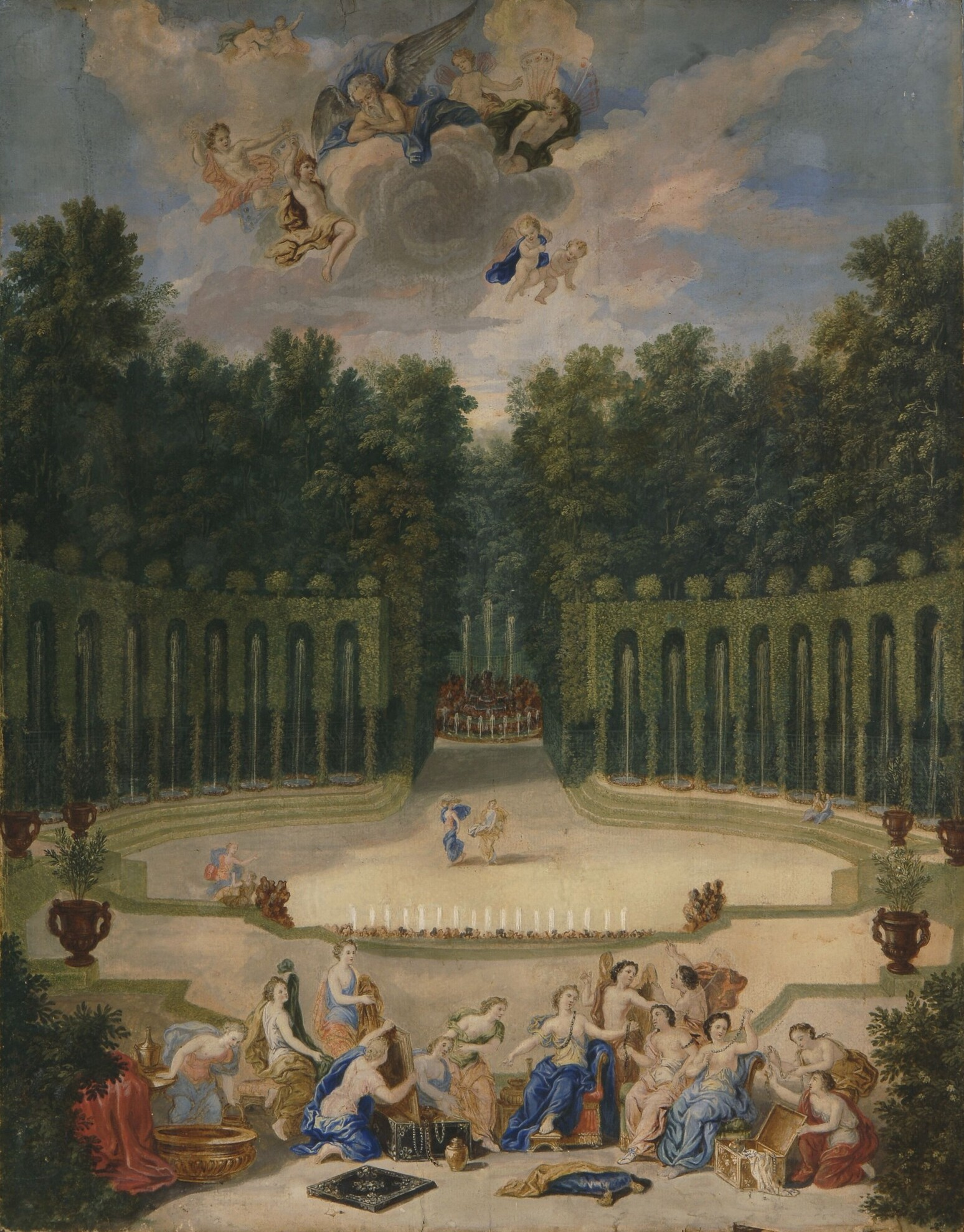
"Le théâtre d'eau-vue de l'amphithéâtre" de Jean Cotelle, c. 1693.
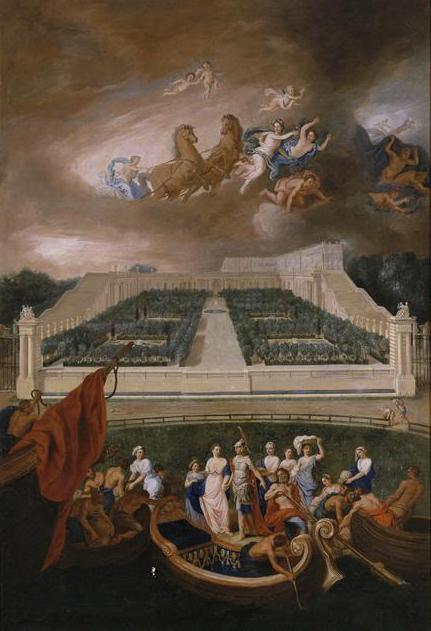
"L'Orangerie" de Jean Cotelle, c. 1693.
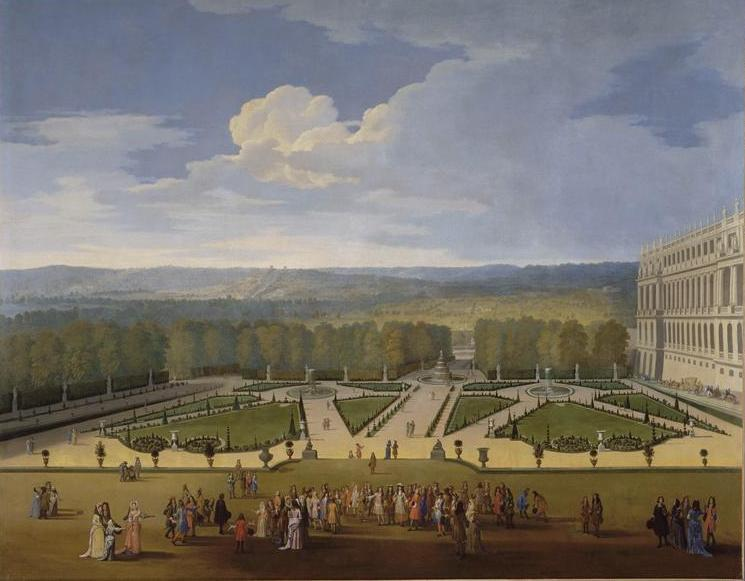
"Parterre du Nord" de Étienne Allegrain, c. 1693.

Modern views of the gardens of Versailles
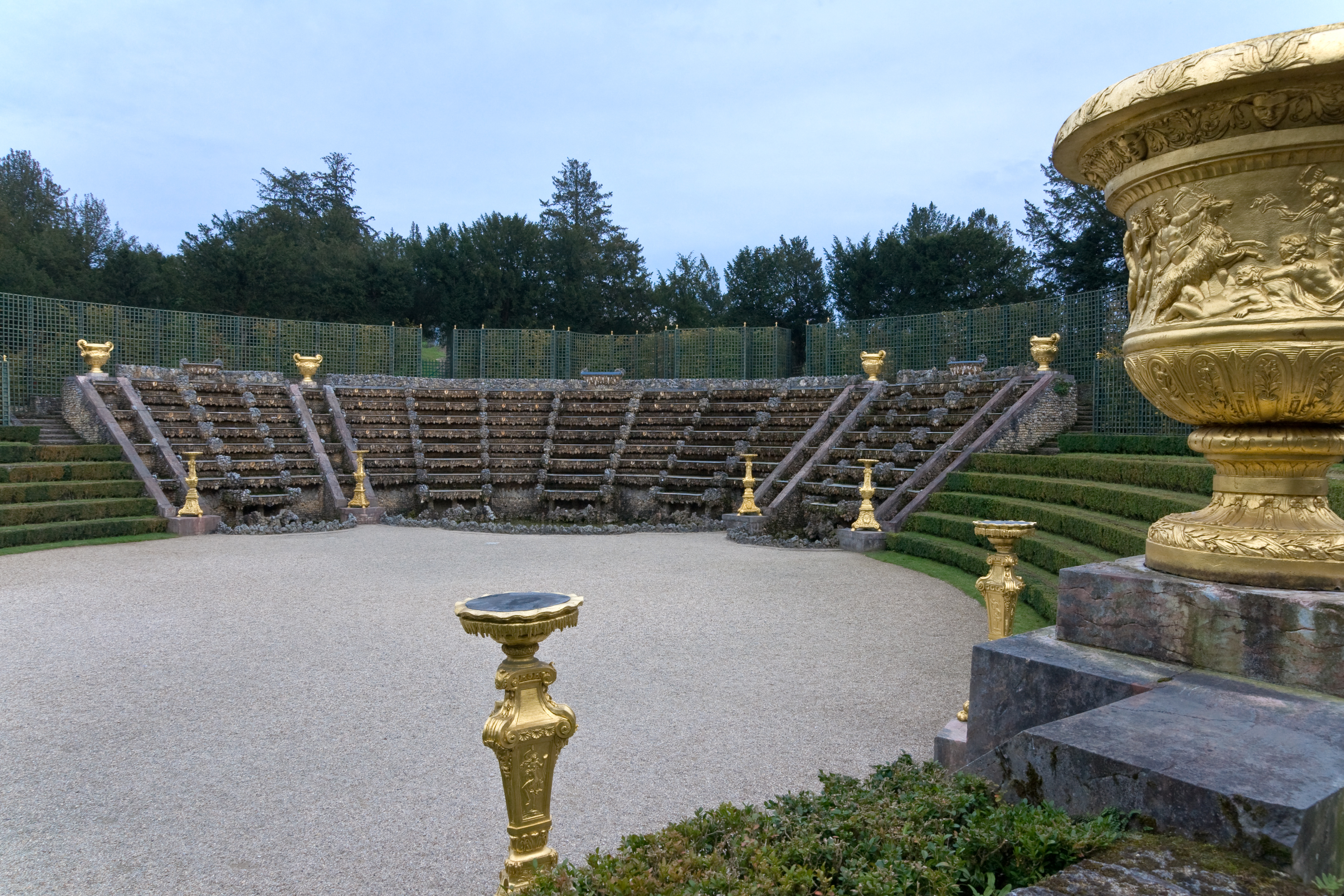
Bosquet da Salle de Bal, vista contemporânea.
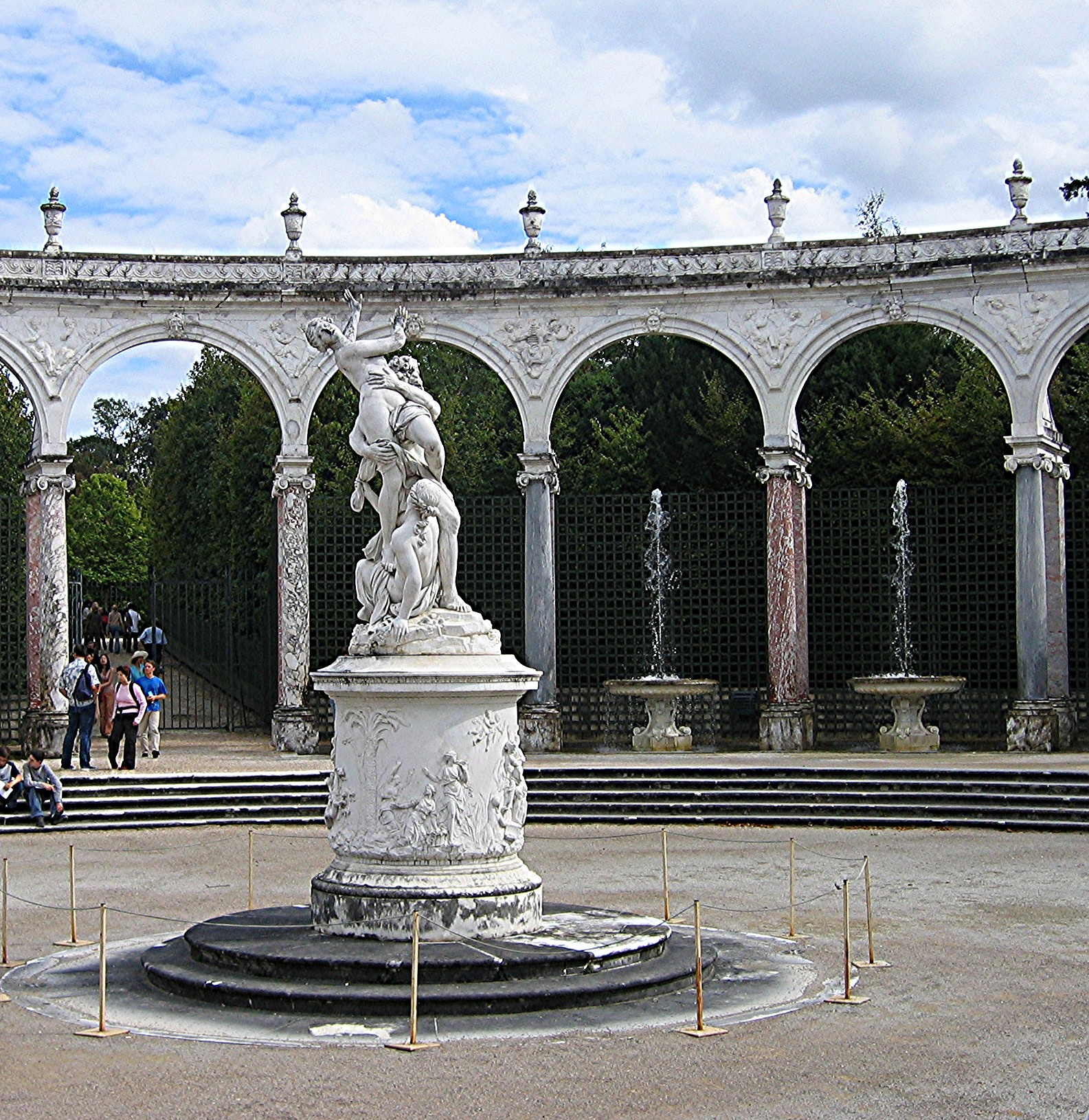
La Colonnade com a "Abdução de Perséfone" de François Girardon.
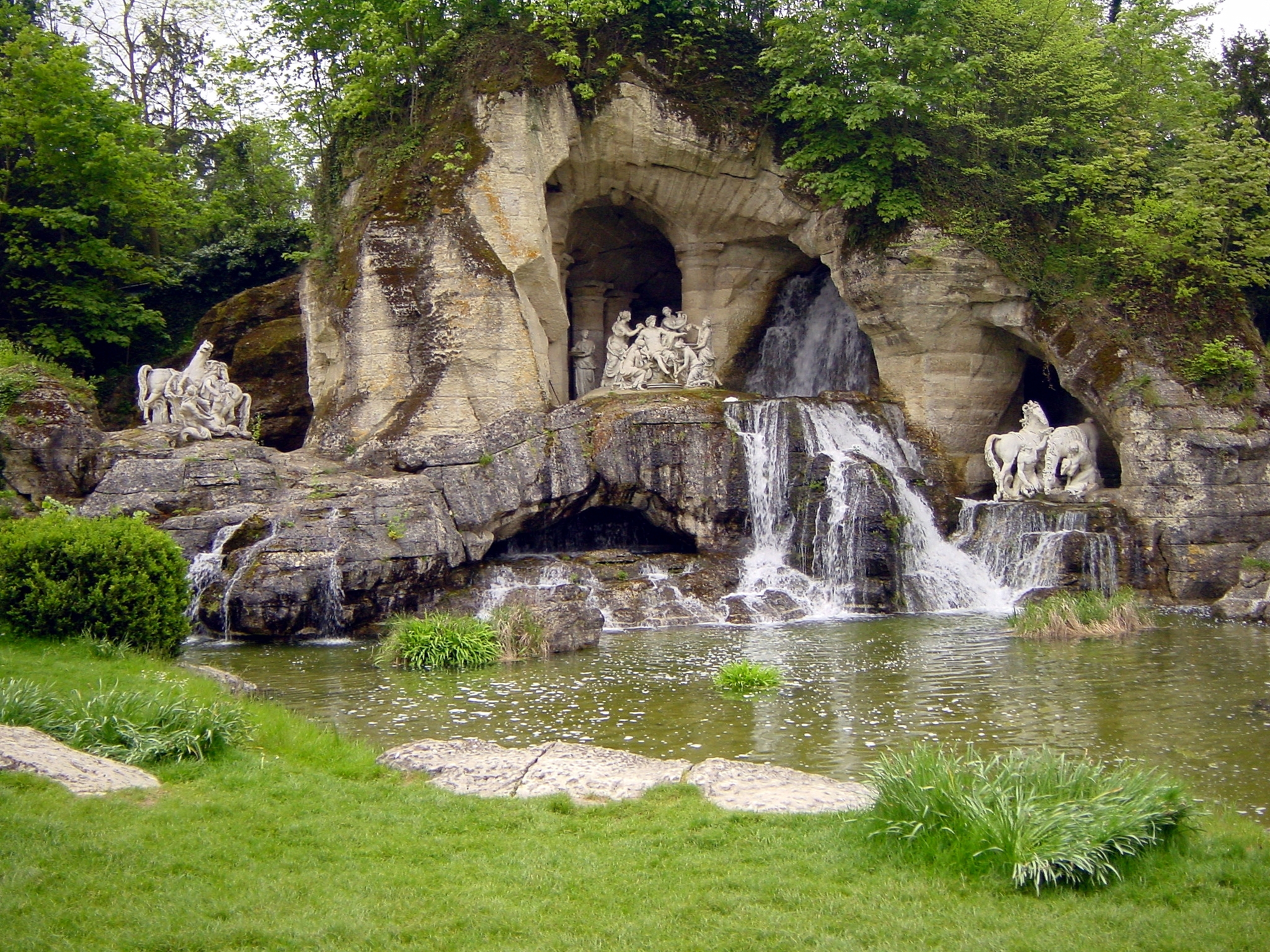
Grotte des Bains d'Apollon, vista contemporânea.
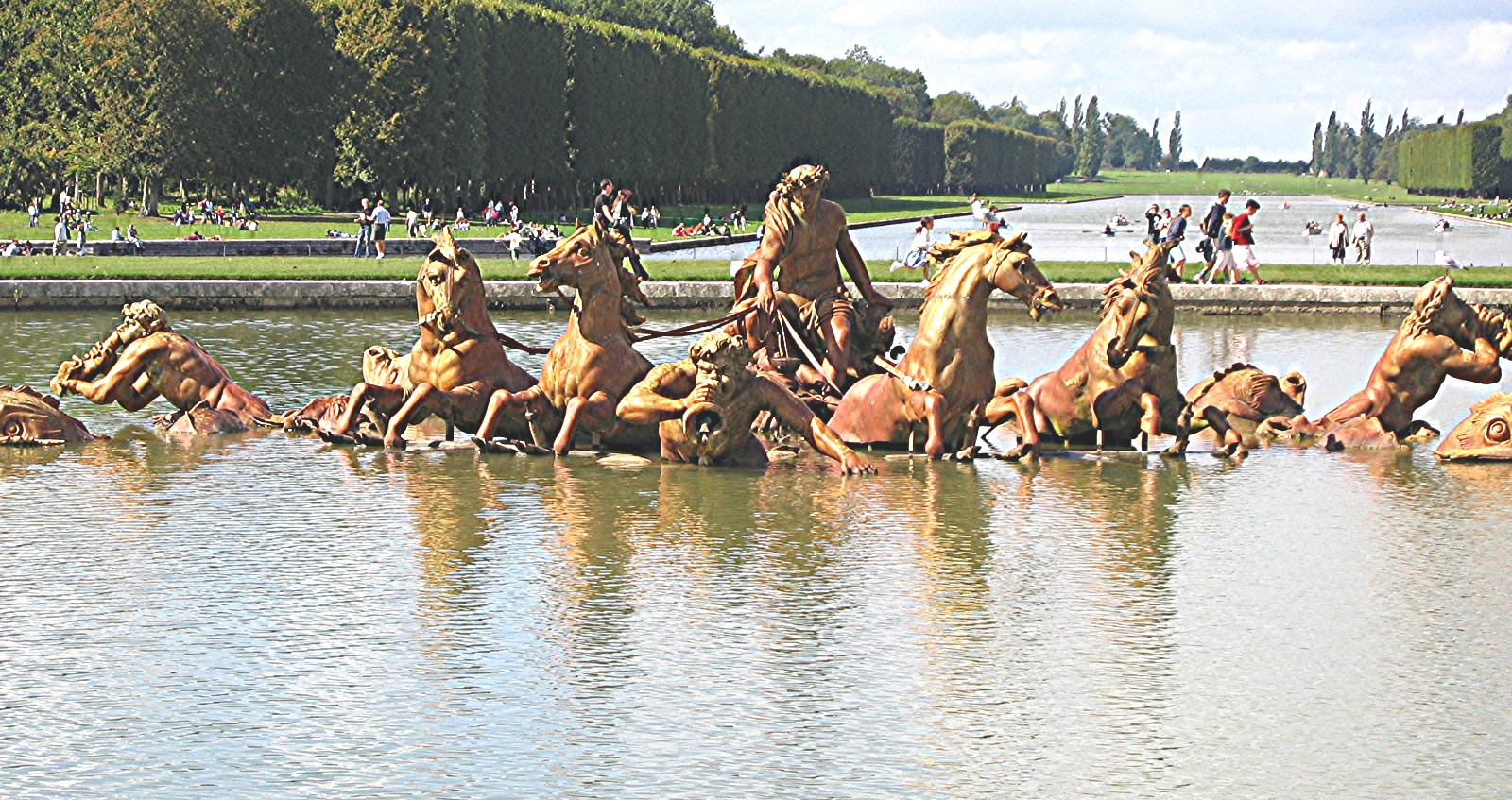
Bassin d'Apollon – Fonte de Apolo, vista contemporânea.
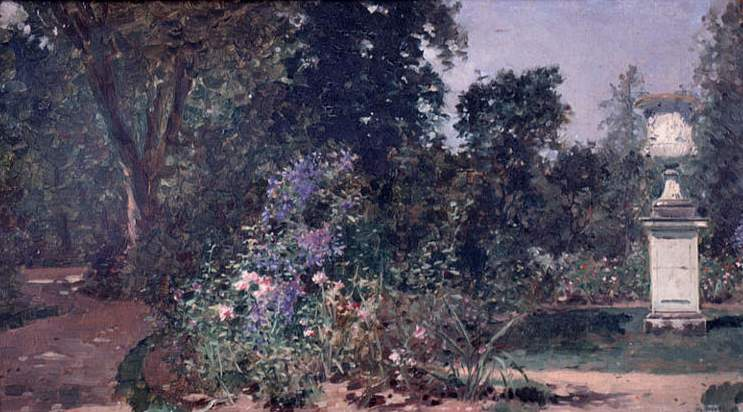
"Versailles, le jardin du Roi" de Raimundo de Madrazo y Garreta, 1914–1920, óleo sobre tela, 17x30cm, Musée Lambinet.

## Replantações do jardim

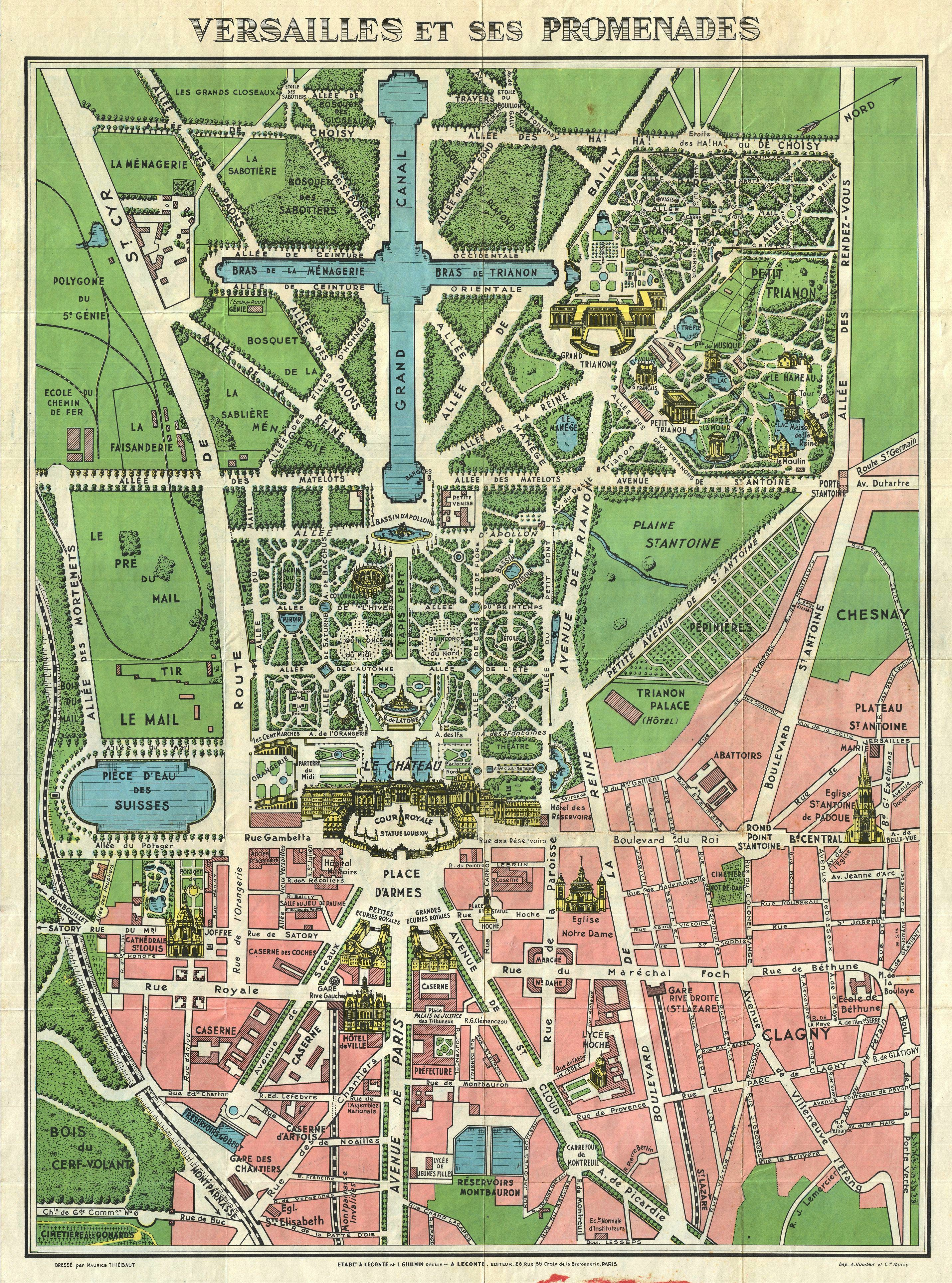
Jardins e palácio de Versalhes na década de 1920.

Uma coisa comum a qualquer jardim duradouro é o replantio, e Versalhes não é exceção. Em sua história, os jardins de Versalhes passaram por nada menos que cinco grandes replantações, que foram executadas por razões práticas e estéticas.
Durante o inverno de 1774-1775, Luís XVI ordenou o replantio dos jardins, alegando que muitas das árvores estavam doentes ou crescidas demais e precisavam ser substituídas. Além disso, como a formalidade do jardim do século XVII havia caído em desuso, essa replantação buscou estabelecer uma nova informalidade nos jardins – que também seriam menos dispendiosos de manter – de Versalhes. No entanto, isso não foi alcançado, pois a topologia dos jardins favorecia o jardin à la française em vez de um jardim de estilo inglês. Então, em 1860, grande parte do antigo crescimento resultante do replantio de Luís XVI foi removido e substituído. Em 1870, uma violenta tempestade atingiu a área, danificando e arrancando dezenas de árvores, o que exigiu um grande programa de replantio. Entretanto, devido à Guerra Franco-Prussiana, que derrubou Napoleão III, e à Commune de Paris, o replantio do jardim só começou em 1883. (Thompson, 2006)
As replantações mais recentes dos jardins foram precipitadas por duas tempestades que atingiram Versalhes em 1990 e novamente em 1999. Os danos causados pela tempestade em Versalhes e Trianon resultaram na perda de milhares de árvores — o pior dano desse tipo na história de Versalhes. As replantações permitiram que autoridades governamentais e do museu restaurassem e reconstruíssem alguns dos bosquets abandonados durante o reinado de Luís XVI, como o Bosquet des Trois Fontaines, que foi restaurado em 2004. (Thompson, 2006)
Catherine Pégard, chefe do estabelecimento público que administra Versalhes, declarou que a intenção é devolver aos jardins a sua aparência sob Luís XIV, especificamente como ele os descreveu em sua descrição de 1704, Manière de Montrer les Jardins de Versailles. Isso envolve restaurar alguns dos parterres, como o Parterre du Midi, ao seu traçado formal original, como eles eram sob Le Nôtre. Isso foi alcançado no Parterre de Latone em 2013, quando os gramados e canteiros de flores do século XIX foram substituídos por caminhos de grama e cascalho cercados por buxo para criar um desenho formal de arabescos. A poda também é feita para manter as árvores entre 17 e 23 metros (56 a 75 pés) de altura, para não prejudicar as perspectivas cuidadosamente calibradas dos jardins.
Devido ao ciclo de replantios ocorrido em Versalhes, é seguro afirmar que não há árvores da época de Luís XIV nos jardins.

## Problemas com a água
A maravilha dos jardins de Versalhes – então como agora – são as fontes. No entanto, o próprio elemento que anima os jardins, a água, tem se mostrado a aflição dos jardins desde a época de Luís XIV.
Os jardins de Luís XIII precisavam de água e os lagos locais forneciam um suprimento adequado. No entanto, quando Luís XIV começou a expandir os jardins com mais e mais fontes, abastecer os jardins com água se tornou um desafio crítico.
Para atender às necessidades das primeiras expansões dos jardins sob Luís XIV, a água era bombeada para os jardins a partir de lagoas próximas ao castelo, com a lagoa Clagny servindo como fonte principal. A água do lago era bombeada para o reservatório no topo da Grotte de Thétys, que alimentava as fontes do jardim por meio de hidráulica gravitacional. Outras fontes incluíam uma série de reservatórios localizados no Planalto de Satory, ao sul do castelo. (Verlet, 1985)

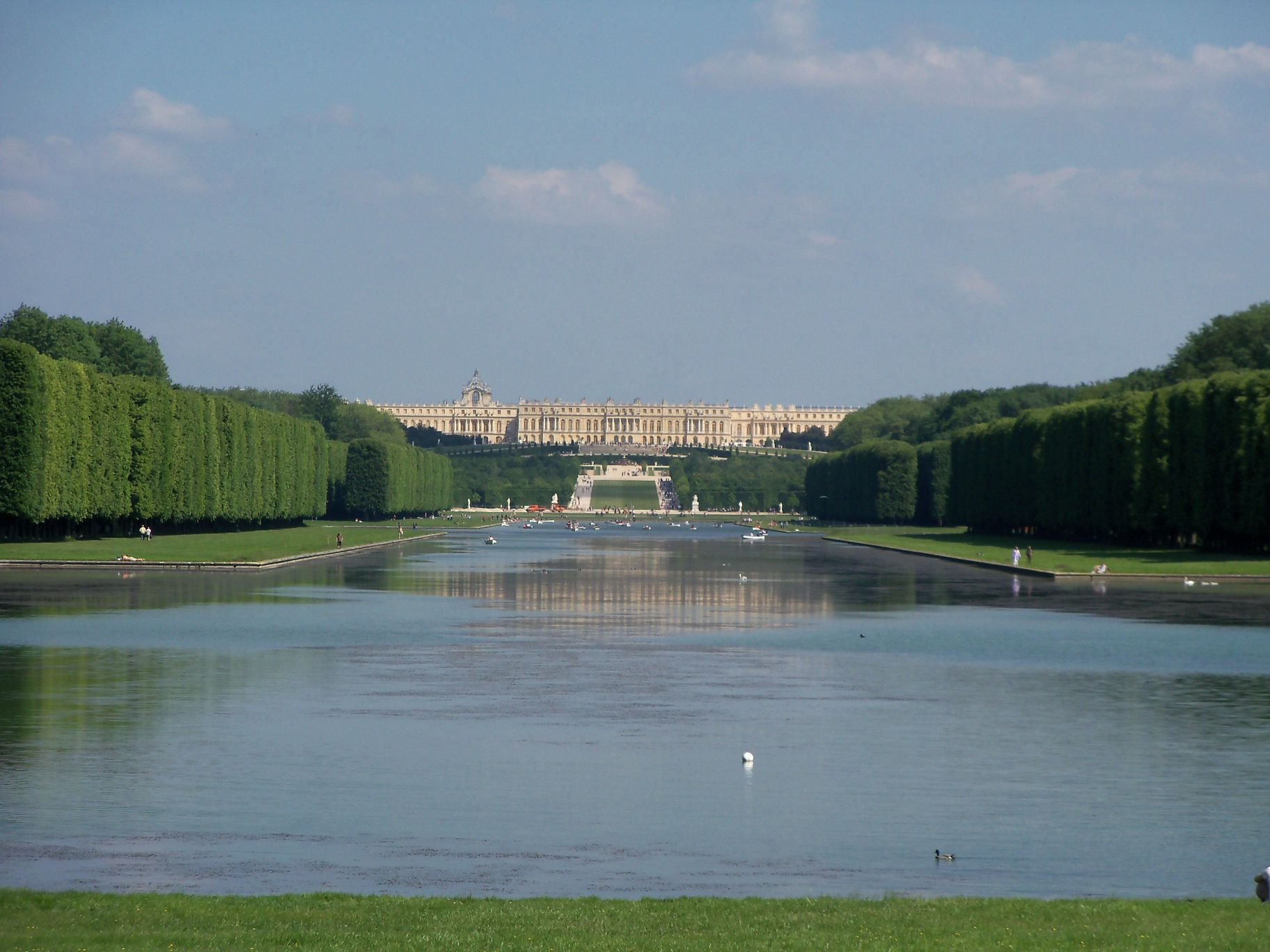
O Grande Canal.

Em 1664, o aumento da demanda por água exigiu fontes adicionais. Naquele ano, Louis Le Vau projetou a Pompe, uma torre de água construída ao norte do castelo. A Pompe extraía água do lago Clagny usando um sistema de moinhos de vento e força motriz para uma cisterna instalada no prédio da Pompe . A capacidade da Pompe – 600m3 de água por dia – aliviou algumas das escassez de água no jardim. (Thompson, 2006)
Com a conclusão do Grand Canal em 1671, que serviu de drenagem para as fontes do jardim, a água, por meio de um sistema de moinhos de vento, foi bombeada de volta para o reservatório no topo da Grotte de Thétys. Embora esse sistema tenha resolvido alguns dos problemas de abastecimento de água, nunca houve água suficiente para manter todas as fontes do jardim funcionando a todo vapor o tempo todo. (Thompson, 2006)
Embora fosse possível manter as fontes visíveis do castelo funcionando, aquelas escondidas nos bosquets e nas áreas mais distantes do jardim eram mantidas funcionando conforme a necessidade. Em 1672, Jean-Baptiste Colbert criou um sistema pelo qual os fontanários do jardim sinalizariam uns aos outros com apitos quando o rei se aproximasse, indicando que a fonte precisava ser aberta. Assim que o rei passava por uma fonte em jogo, ela era desligada e o fontanário sinalizava que a próxima fonte poderia ser ligada. (Thompson, 2006)
Em 1674, a Pompe foi ampliada – daí sendo chamada de Grande Pompe. A capacidade de bombeamento foi aumentada por meio do aumento de potência e do número de pistões usados para elevar a água. Essas melhorias aumentaram a capacidade de água para quase 3.000m3 de água por dia; no entanto, o aumento da capacidade da Grande Pompe frequentemente deixava o lago Clagny seco. (Thompson, 2006)
A crescente demanda por água e a pressão sobre os sistemas existentes de abastecimento de água exigiram novas medidas para aumentar a água fornecida a Versalhes. Entre 1668 e 1674, foi realizado um projeto para desviar as águas do rio Bièvre para Versalhes. Por meio do represamento do rio e de um sistema de bombeamento de cinco moinhos de vento, a água foi levada aos reservatórios localizados no Planalto de Satory. Este sistema trouxe 72.000m3 adicionais de água para os jardins. (Thompson, 2006)

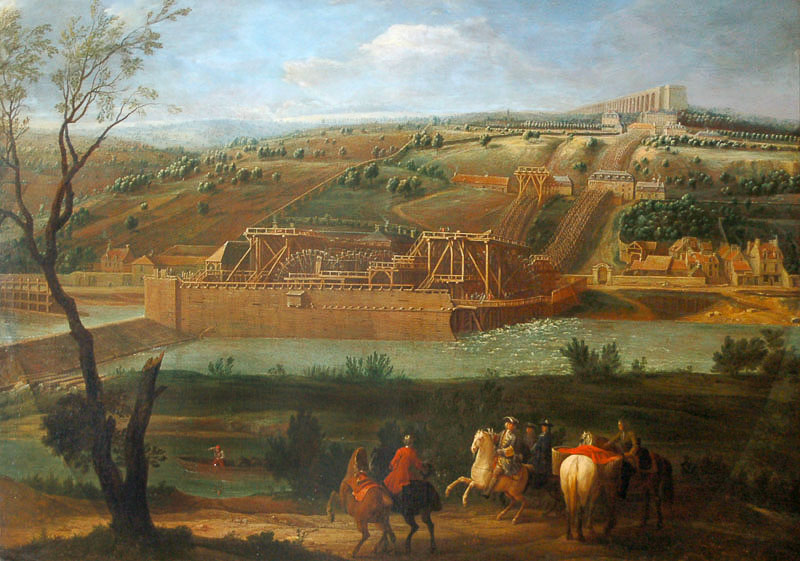
Vue de la Machine de Marly (1723) de Pierre-Denis Martin, mostrando a Máquina de Marly no Sena, a encosta de Louveciennes e, ao fundo, à direita, o aqueduto de Louveciennes para onde a água era bombeada pela Máquina.

Apesar do aumento de água do Bièvre, os jardins precisavam de ainda mais água, o que exigiu mais projetos. Em 1681, foi realizado um dos projetos hídricos mais ambiciosos concebidos durante o reinado de Luís XIV. Devido à proximidade do Sena com Versalhes, foi proposto um projeto para elevar a água do rio para ser entregue em Versalhes. Aproveitando o sucesso de um sistema criado em 1680 que elevava água do Sena até os jardins de Saint-Germain-en-Laye, a construção da Machine de Marly começou no ano seguinte.
A Máquina de Marly foi projetada para elevar água do Sena em três etapas até o aqueduto de Louveciennes, cerca de 100 metros acima do nível do rio. Uma série de enormes rodas d'água foram construídas no rio, elevando a água por meio de um sistema de 64 bombas até um reservatório 48 metros acima do rio. Deste primeiro reservatório, a água foi elevada mais 56 metros para um segundo reservatório por um sistema de 79 bombas. Por fim, 78 bombas adicionais elevaram a água até o aqueduto, que a levou até Versalhes e Marly.
Em 1685, a Máquina de Marly entrou em plena operação. No entanto, devido a fugas nas conduítes e a avarias no mecanismo, a máquina só conseguiu fornecer 3200m3 de água por dia – aproximadamente metade da produção esperada. A máquina era parada obrigatória para os visitantes da França. Apesar dos jardins consumirem mais água por dia do que toda a cidade de Paris, a Máquina de Marly permaneceu em operação até 1817. (Thompson, 2006)
Durante o reinado de Luís XIV, os sistemas de abastecimento de água representavam um terço dos custos de construção de Versalhes. Mesmo com a saída adicional da Máquina de Marly, as fontes no jardim só podiam ser operadas à l'ordinaire – ou seja, com meia pressão. Com essa medida de economia, as fontes ainda consumiam 12.800m3 de água por dia, muito acima da capacidade dos estoques existentes. No caso das Grandes Eaux – quando todas as fontes funcionavam no máximo – foram necessários mais de 10.000m3 de água para uma tarde de espetáculo. Assim, as Grandes Eaux foram reservadas para ocasiões especiais, como a Embaixada Siamesa de 1685-1686. (Hedin, 1992; Mercure Galant, 1685)

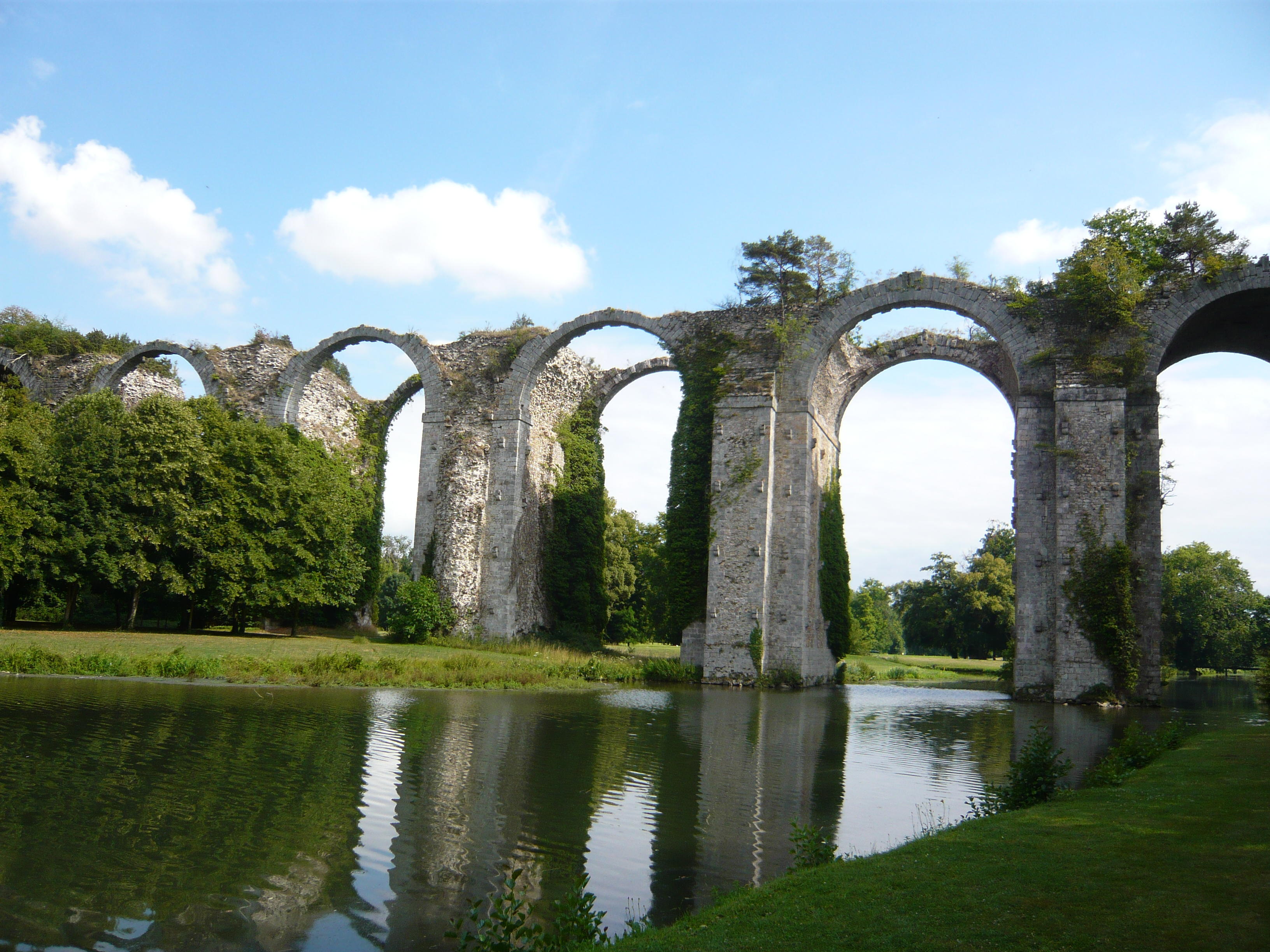
Canal de l'Eure.

Uma última tentativa de resolver os problemas de escassez de água foi realizada em 1685. Neste ano foi proposto desviar as águas do rio Eure, localizado a 160 quilômetros. ao sul de Versalhes e a uma cota de 26m acima dos reservatórios do jardim. O projeto não exigia apenas a escavação de um canal e a construção de um aqueduto, mas também a construção de canais de navegação e eclusas para abastecer os trabalhadores do canal principal. Entre 9.000 e 10.000 soldados foram convocados para o serviço em 1685; no ano seguinte, mais de 20.000 soldados estavam envolvidos na construção. Entre 1686 e 1689, quando a Guerra dos Nove Anos começou, um décimo do exército francês estava trabalhando no projeto do Canal de l'Eure. Com a eclosão da guerra, o projeto foi abandonado e nunca foi concluído. Se o aqueduto tivesse sido concluído, cerca de 50.000m3 de água teriam sido enviados para Versalhes – mais do que suficiente para resolver o problema de água dos jardins. (Thompson, 2006)
Hoje, o museu de Versalhes ainda enfrenta problemas de água. Durante as Grandes Eaux, a água circula por meio de bombas modernas do Grand Canal até os reservatórios. A reposição da água perdida por evaporação vem da água da chuva, que é coletada em cisternas localizadas ao longo dos jardins e desviada para os reservatórios e para o Grand Canal. A gestão assídua deste recurso pelos funcionários do museu impede o acesso ao abastecimento de água potável da cidade de Versalhes. (Thompson, 2006)

## Na cultura popular
A criação dos jardins de Versalhes é o contexto do filme Um Pouco de Caos, dirigido por Alan Rickman e lançado em 2015, no qual Kate Winslet interpreta uma paisagista fictícia, Matthias Schoenaerts interpreta André Le Nôtre e Rickman interpreta o rei Luís XIV.